# Bekenntnis der deutschen Professoren zu Adolf Hitler

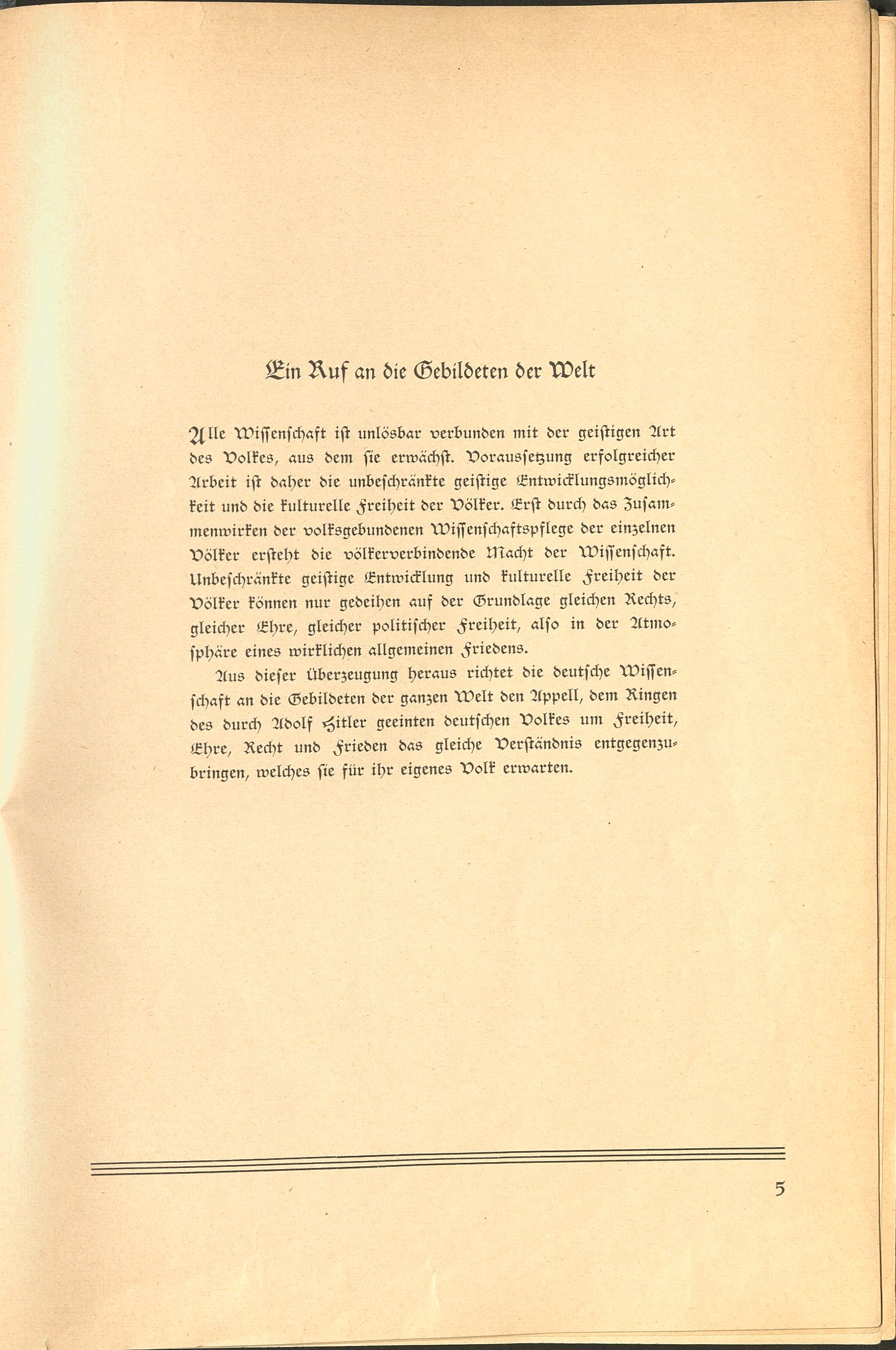
Aufruf

Einband der Schrift

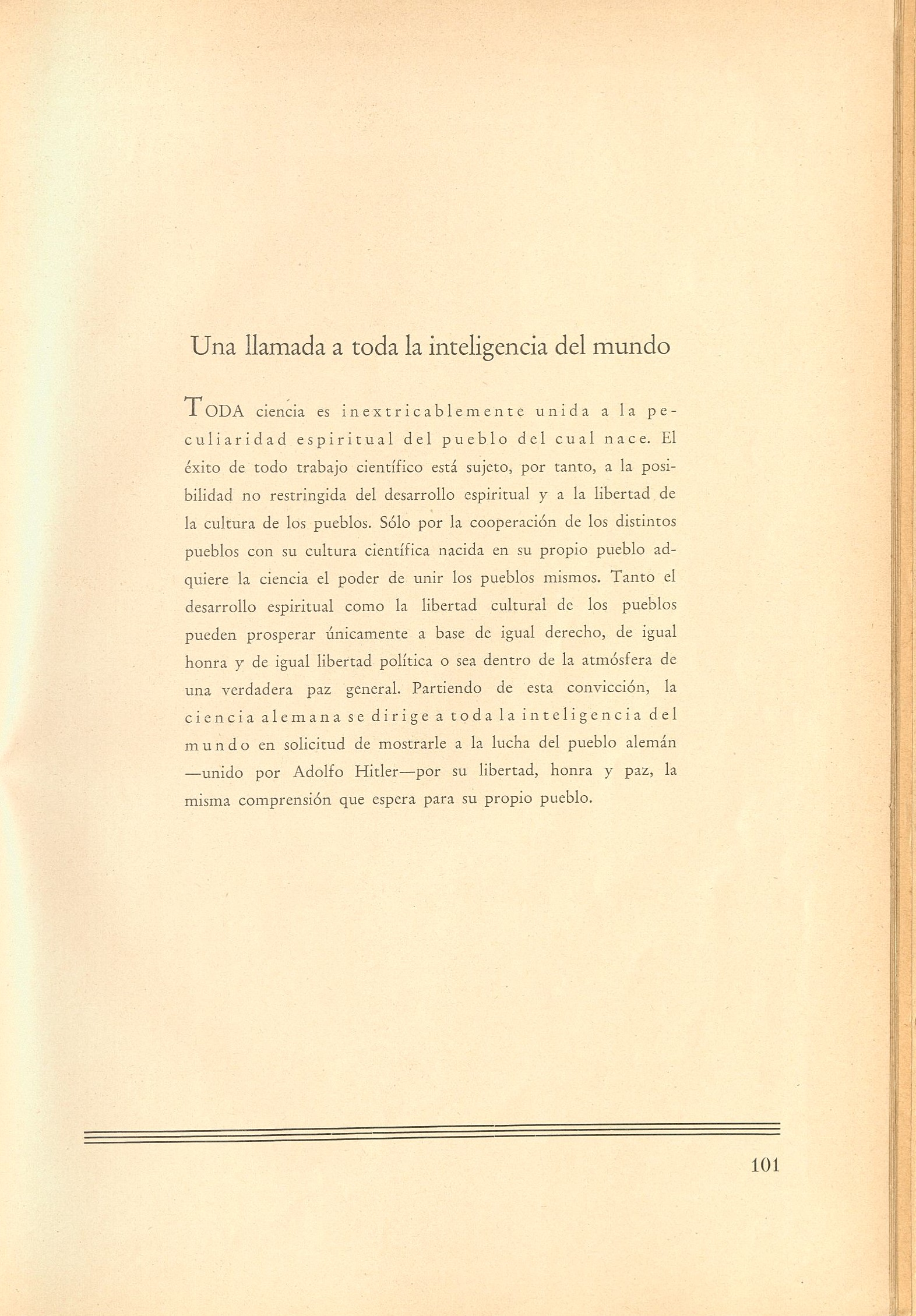
Spanische Übersetzung des Aufrufs, daneben Englisch, Französisch, Italienisch

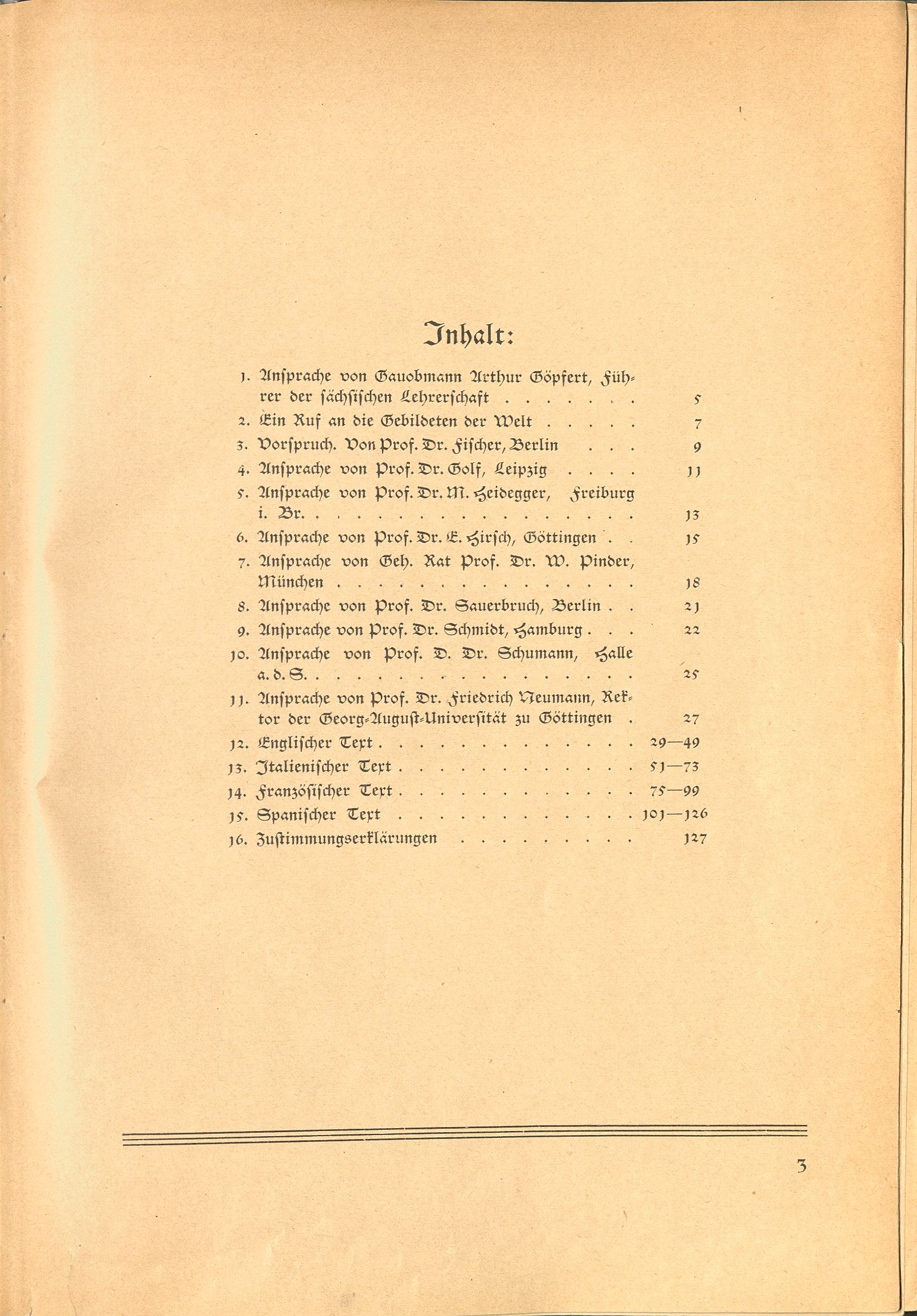
Inhaltsverzeichnis

Das Bekenntnis der Professoren an den deutschen Universitäten und Hochschulen zu Adolf Hitler und dem nationalsozialistischen Staat wurde am 11. November 1933 zur Feier der „nationalsozialistischen Revolution“ des Jahres auf einer Festveranstaltung in der Alberthalle in Leipzig als Gelöbnis deutscher Gelehrter – meist im Beamtenverhältnis – vorgetragen. Doch waren nicht alle Unterzeichner Professoren, es finden sich auch Privatdozenten, Lehrbeauftragte, Dozenten bis zu einzelnen Studenten darunter. Der Titel lautete „Mit Adolf Hitler für des deutschen Volkes Ehre, Freiheit und Recht!“ Weitere Bezeichnungen in der Publizistik der Zeit, in offiziellen Dokumenten und damit in der Historiographie lauten „Kundgebung der deutschen Wissenschaft“ oder kurz Bekenntnis der Professoren sowie Ruf an die Gebildeten der Welt. Insgesamt unterschrieben ca. 900 Personen.

## Hintergrund
Ausrichter der Kundgebung und Herausgeber der Schrift war der Nationalsozialistische Lehrerbund Sachsen. Die Veranstaltung fand am Vortag der „Volksabstimmung“ über den bereits am 14. Oktober vollzogenen Völkerbundaustritt statt, die mit der Reichstagswahl vom November 1933 gekoppelt und eine Scheinwahl war, weil es nur NSDAP-Kandidaten gab. Das Bekenntnis war somit auch ein Wahlaufruf. In mehreren Reden wurde der angebliche Wille Deutschlands zum Frieden hervorgehoben, der neben Freiheit und Ehre anzustreben sei. Der Austritt aus dem Völkerbund wurde mit dem Streben nach Gleichberechtigung Deutschlands auf internationaler Bühne begründet, die ohne die diskriminierenden Bestimmungen des Völkerbundes nur durch den Austritt zu erreichen gewesen sei. Die Wissenschaftler unterschrieben, obwohl der nationalsozialistische Staat zuvor durch das Gesetz zur Wiederherstellung des Berufsbeamtentums massiv in die wissenschaftliche Lehrfreiheit der Hochschulen eingegriffen hatte, indem er Wissenschaftler jüdischen Glaubens oder Herkunft oder demokratischer Gesinnung aus dem Amt vertrieben hatte. Auch war die Selbstbestimmung der Universitäten durch die Einführung des Führerprinzips beseitigt worden und die NSDAP hatte dort einen bestimmenden Einfluss gewonnen.
Der sächsische NSLB-Gauobmann Arthur Hugo Göpfert hatte im Zusammenwirken mit der Landesuniversität Leipzig dazu aufgerufen, ein „Bekenntnis freier und politisch nicht gebundener deutscher Gelehrter“ zu veröffentlichen, einen „Ruf an die Gebildeten der Welt“. Dieser „Ruf“ versprach eine „volksgebundene Wissenschaftspflege“, aus der allein die völkerverbindende Macht der Wissenschaft erwachsen könne. Weiter hieß es: „Aus dieser Überzeugung heraus richtet die deutsche Wissenschaft an die Gebildeten der ganzen Welt den Appell, dem Ringen des durch Adolf Hitler geeinten deutschen Volkes um Freiheit, Ehre, Recht und Frieden das gleiche Verständnis entgegenzubringen, welches sie für ihr eigenes Volk erwarten“. Die begleitenden Ansprachen hielten nacheinander der Rektor der Leipziger Universität, der Veterinär und Tierzüchter Richard Arthur Golf, schon vor der Machtergreifung Vertrauensdozent des NS-Studentenbundes, ferner Eugen Fischer, Martin Heidegger, Emanuel Hirsch, Wilhelm Pinder, Ferdinand Sauerbruch, Eberhard Schmidt, der Theologe Friedrich Karl Schumann und der Germanist Friedrich Neumann. Göpfert, ein Lehrer, geb. 1902, wurde 1933 Ministerialrat, ab März 1935 der Leiter (ohne Ministertitel) des Volksbildungsministeriums im Land Sachsen neben seinen Parteifunktionen.
Die Zahnarztprofessoren gingen am 24. Juni 1933 mit der Gründung der Einheitsfront der Zahnärzte voraus, die von 38 führenden deutschen Zahnarztprofessoren in Leipzig gegründet wurde, um sich dem nationalsozialistischen „Führerprinzip“ zu verpflichten.

## Begrenzte Aussagekraft des Dokuments und der Unterschriften
In seinem Buch „Talar und Hakenkreuz“ (2024) untersucht der Historiker Michael Grüttner die Aussagekraft des Dokuments für die deutschen Universitäten. Er stellt fest, dass sich unter den Unterzeichnenden diverse „Nichtarier“ und Emigranten befanden, außerdem Hochschullehrer, die später aus politischen Gründen entlassen wurden und sogar Widerstandskämpfer wie der Romanist Werner Krauss, der 1943 vom Volksgerichtshof zum Tode verurteilt wurde. 
Das lag laut Grüttner daran, dass die meisten Unterzeichner das Dokument gar nicht als Unterstützung des NS-Regimes wahrnahmen. Der zur Unterschrift vorgelegte Text hatte einen politisch neutralen Titel („Ruf an die Gebildeten der Welt“) und warb im Ausland um die Akzeptanz der deutschen Außenpolitik, die damals auf die Überwindung des Versailler Vertrages ausgerichtet war. Dieses Ziel aber sei in Deutschland über alle Parteigrenzen hinweg fast unumstritten gewesen. Ferner beschwor der Aufruf Werte und Ziele, die eher im Gegensatz zur NS-Ideologie standen: „kulturelle Freiheit“, die „unbeschränkte geistige Entwicklungsmöglichkeit“, die „völkerverbindende Kraft der Wissenschaft“ und den „allgemeinen Frieden“. Erst der nachträglich formulierte Titel der Publikation („Bekenntnis der deutschen Professoren zu Adolf Hitler …“) habe, so Grüttner, eine „politische Eindeutigkeit“ geschaffen, die den Professoren „im Augenblick der Unterzeichnung nicht bewusst sein konnte.“ Grüttners Fazit: „Letztlich verrät der „Ruf an die Gebildeten der Welt“ daher fast nichts über die Unterstützung, die der Nationalsozialismus ... im Lehrkörper der deutschen Universitäten erfuhr.“
Ähnlich argumentierte der Völkerkundler Hans Fischer, der ferner darauf hinwies, dass die nationalsozialistischen Inhalte vor allem in den Ansprachen von Fischer, Heidegger, Hirsch usw. enthalten seien.

## Bekenntnisse
Rektor Eugen Fischer (Berlin):

„Ein gewaltiger Baumeister hat den Riß gezeichnet und den Bau geleitet und es fertig gebracht durch die Macht und den Zauber seiner Persönlichkeit, ein ganzes großes 65-Millionen-Volk mitzureißen […] zu einer gewaltigen Welle des Mitbauens, des Mitarbeitens an diesem neuen Staate. Das nennt dann die Welt Revolution […], weil es wie ein Sturm einhergebraust kam, […] weil eines Mannes Wesen, eines Mannes Wille weggebrochen hat, was morsch und schlecht war, und neue Ideale einem Volk als Richtlinien gegeben hat nach deutscher Art in Sitte, Ruhe und Ordnung […] wir Wissenschaftler bauen mit […] mit vollem und ganzem Herzen dem neuen Staat folgend“

„Das ist der Sozialismus der Tat! Wir werden ihn aufbauen und ausbauen, nicht abgerungen durch die Fäuste der Arbeiter, nicht abgerungen durch Klassenkampf und Klassengegensatz, sondern aufgebaut auf der Gemeinsamkeit unserer Erblinien, auf der Gemeinsamkeit unseres Blutes, das im letzten Volksgenossen den gleichen Menschen gleichen Stammes sieht wie wir selbst sind.“

Rektor Martin Heidegger (Freiburg i. Br.):

„Deutsche Lehrer und Kameraden! Deutsche Volksgenossen und Volksgenossinnen! […] Wir haben uns losgesagt von der Vergötzung eines boden- und machtlosen Denkens. Wir sehen das Ende der ihm dienstbaren Philosophie. Wir sind dessen gewiß, daß die klare Härte und die werkgerechte Sicherheit des unnachgiebigen einfachen Fragens nach dem Wesen des Seins wiederkehren. Der ursprüngliche Mut, in der Auseinandersetzung mit dem Seienden an diesem entweder zu wachsen oder zu zerbrechen, ist der innerste Beweggrund des Fragens einer völkischen Wissenschaft. […] Die nationalsozialistische Revolution ist nicht bloß die Übernahme einer vorhandenen Macht im Staat durch eine andere […] Partei, sondern diese Revolution bringt die völlige Umwälzung unseres deutschen Daseins. Von nun an fordert jedwedes Ding Entscheidung und alles Tun Verantwortung.“

Wilhelm Pinder (München):
Er bezieht sich auf die Feier zum 10. Jahrestag des 9. November 1923 und schildert die Inszenierung dieser Gedenkfeier, die ihn tief ergriffen habe:

„Das gab es nicht mehr seit den Tagen des geistlichen Schauspiels. Das war nicht mehr Theater, das war nicht mehr die Trennung in Spieler und Zuschauer, Bühne und Publikum […], hier war wieder die Gemeinde da. Da wirkte alles zusammen. Das ist mehr als ein Bild […] Das ist Stil, das heißt untrennbare Vereinigung der Gemeinschaft zur Form, unwillkürlich geschaffenes Symbol für den Gehalt, den Tausende empfinden, die Gestaltung aller im Ausdruck des eigenen Lebens.“

Reden
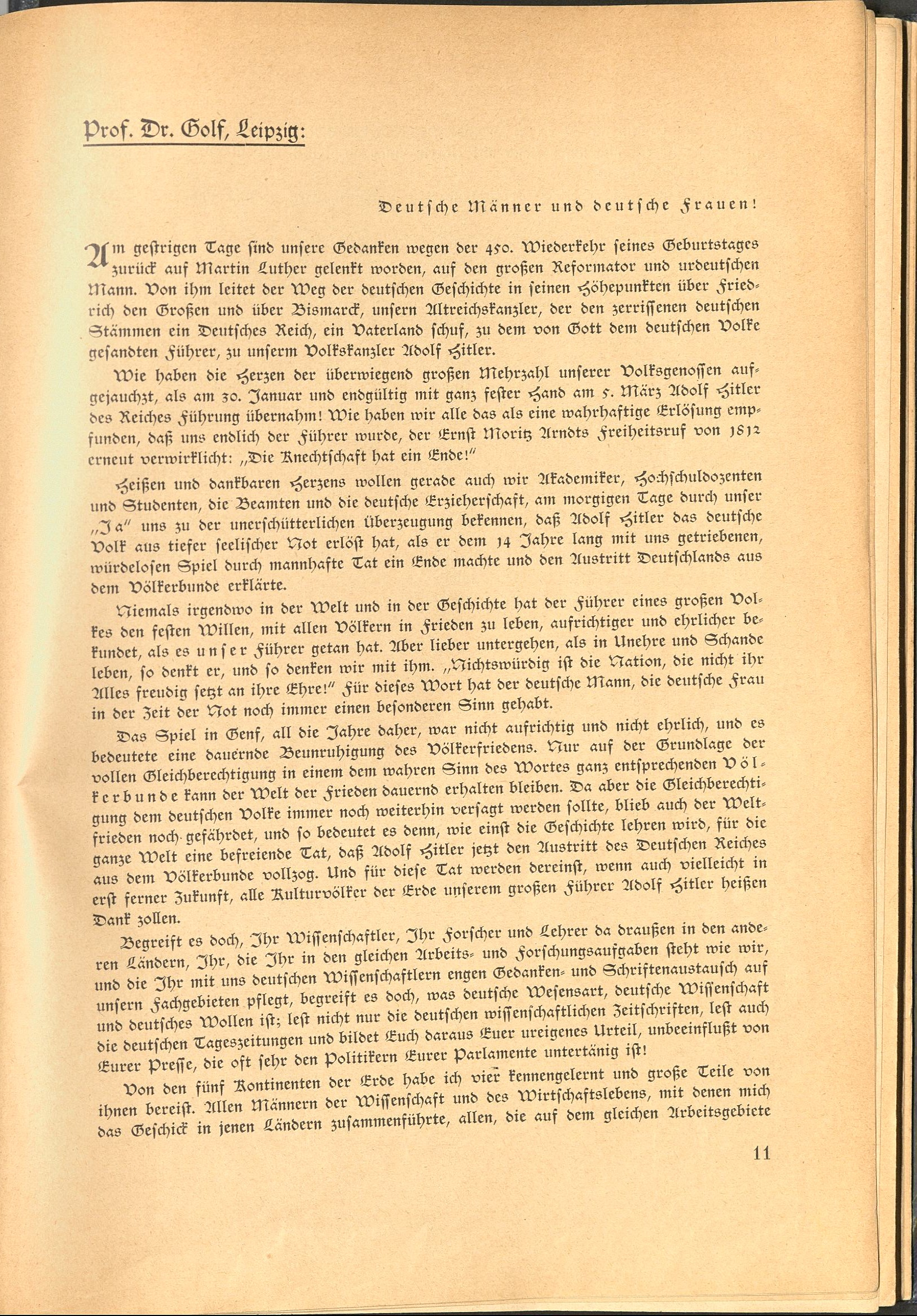
Rede von Arthur Golf
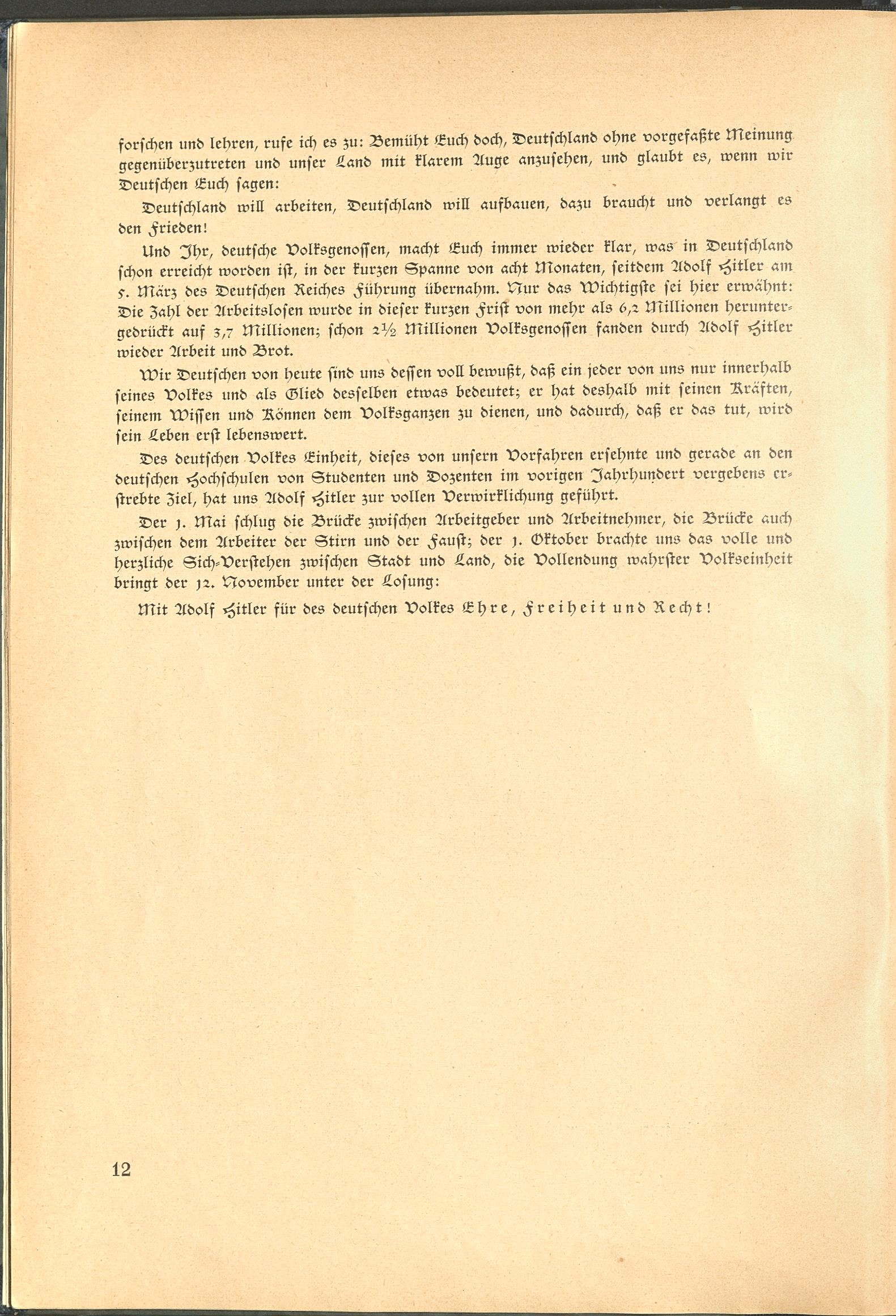
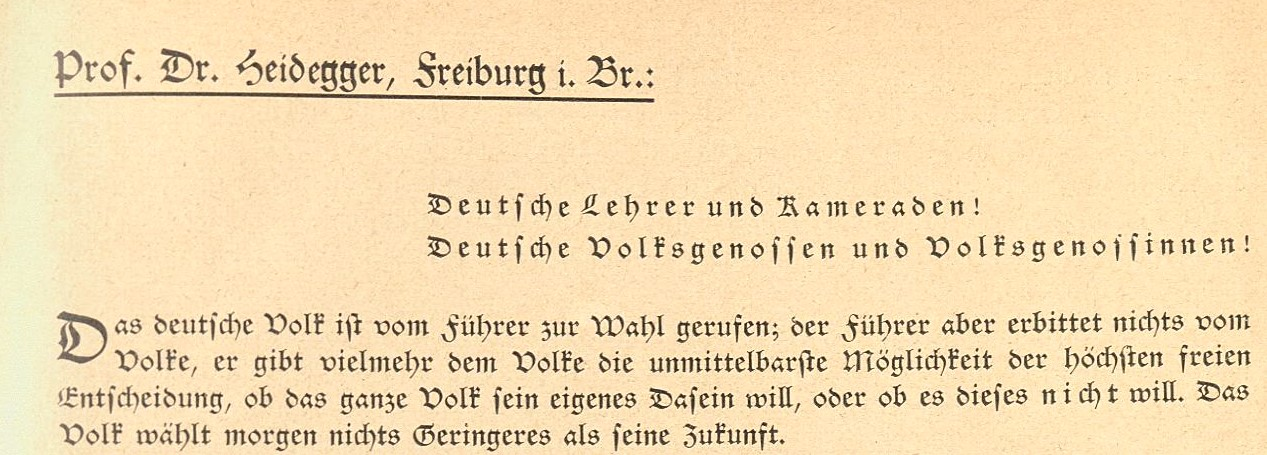
Rede von Martin Heidegger (Einleitung)
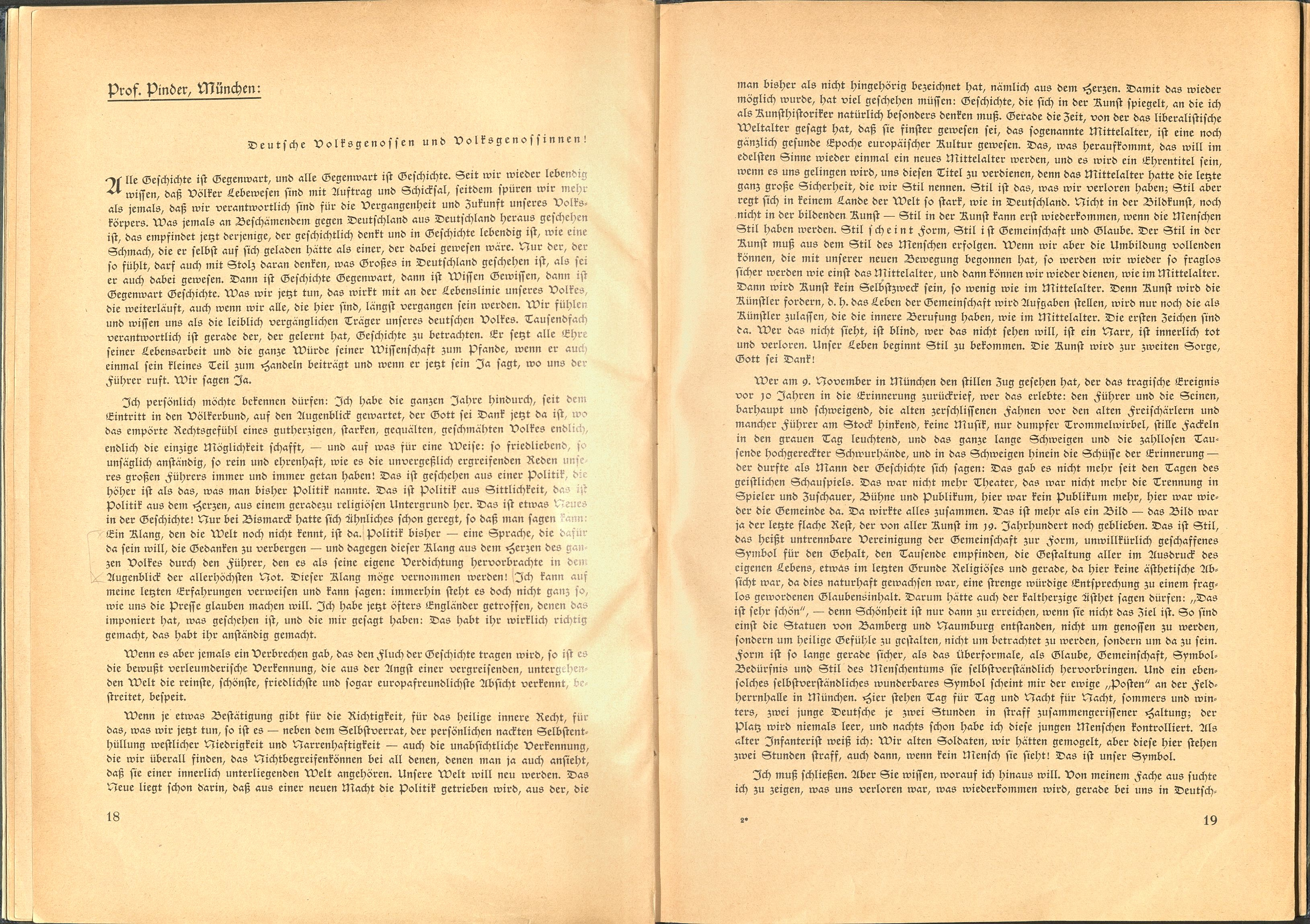
Rede von Wilhelm Pinder
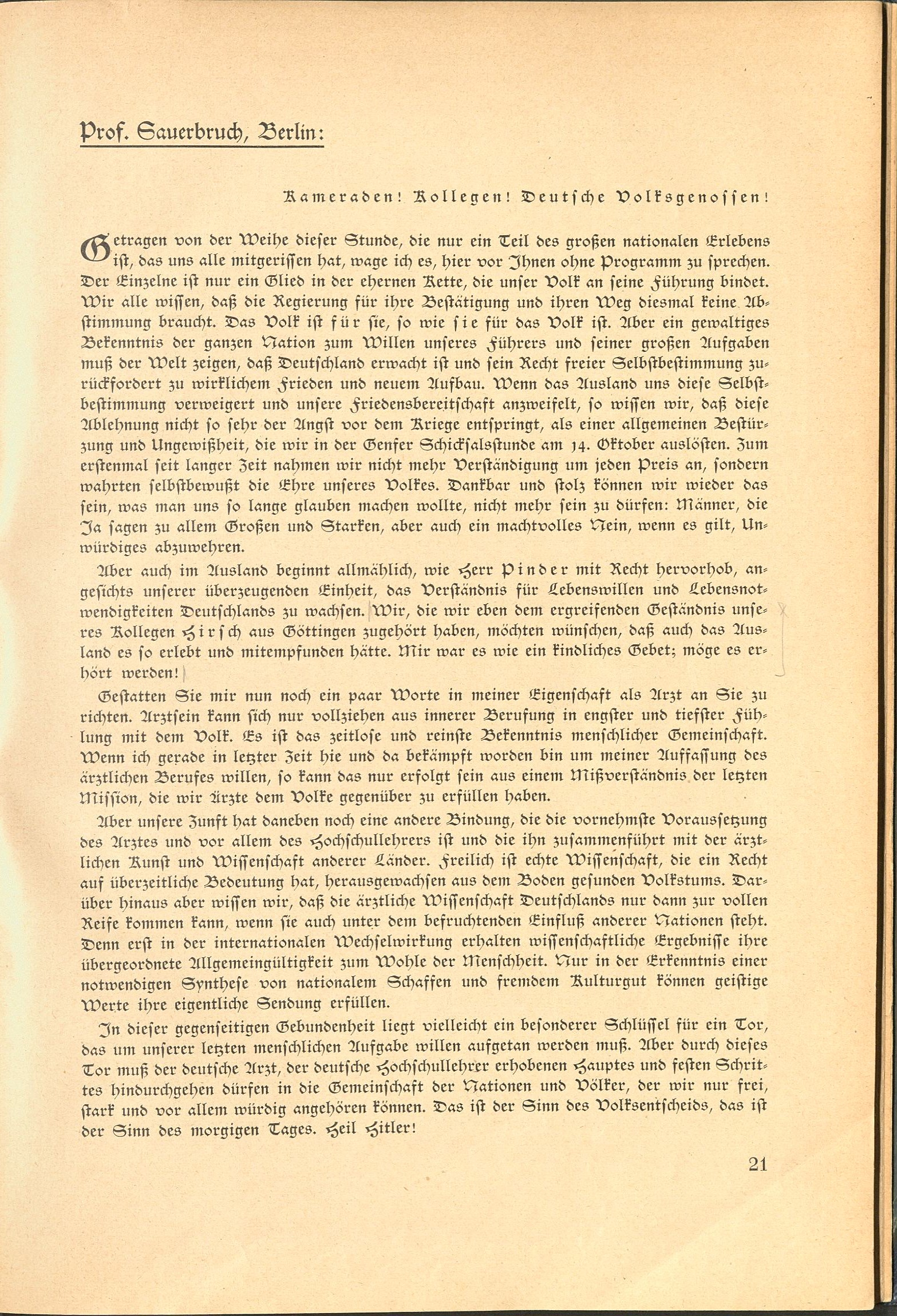
Rede von Ferdinand Sauerbruch
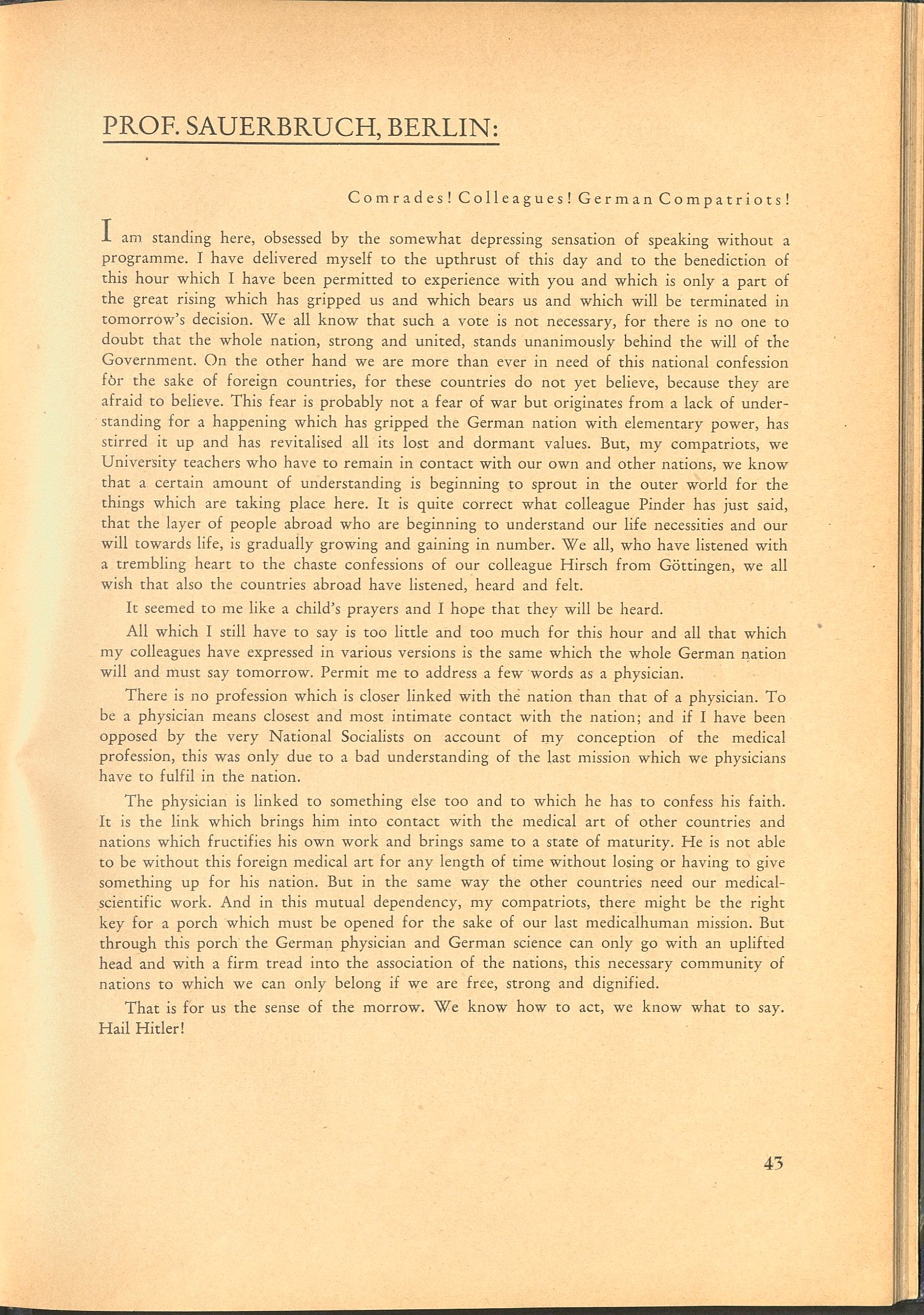
Sauerbruch (Englische Übersetzung)
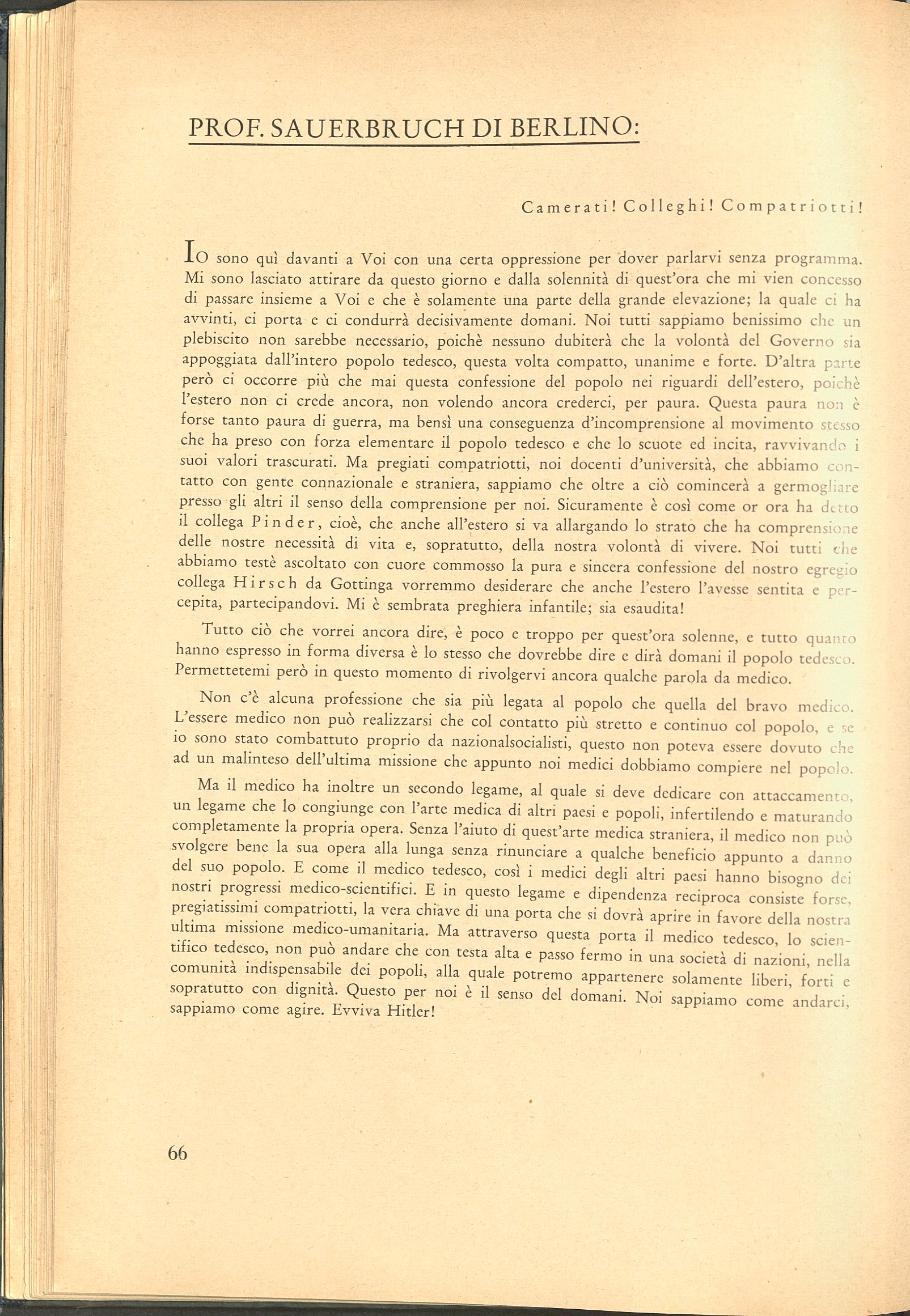
Sauerbruch (Italienische Übersetzung)
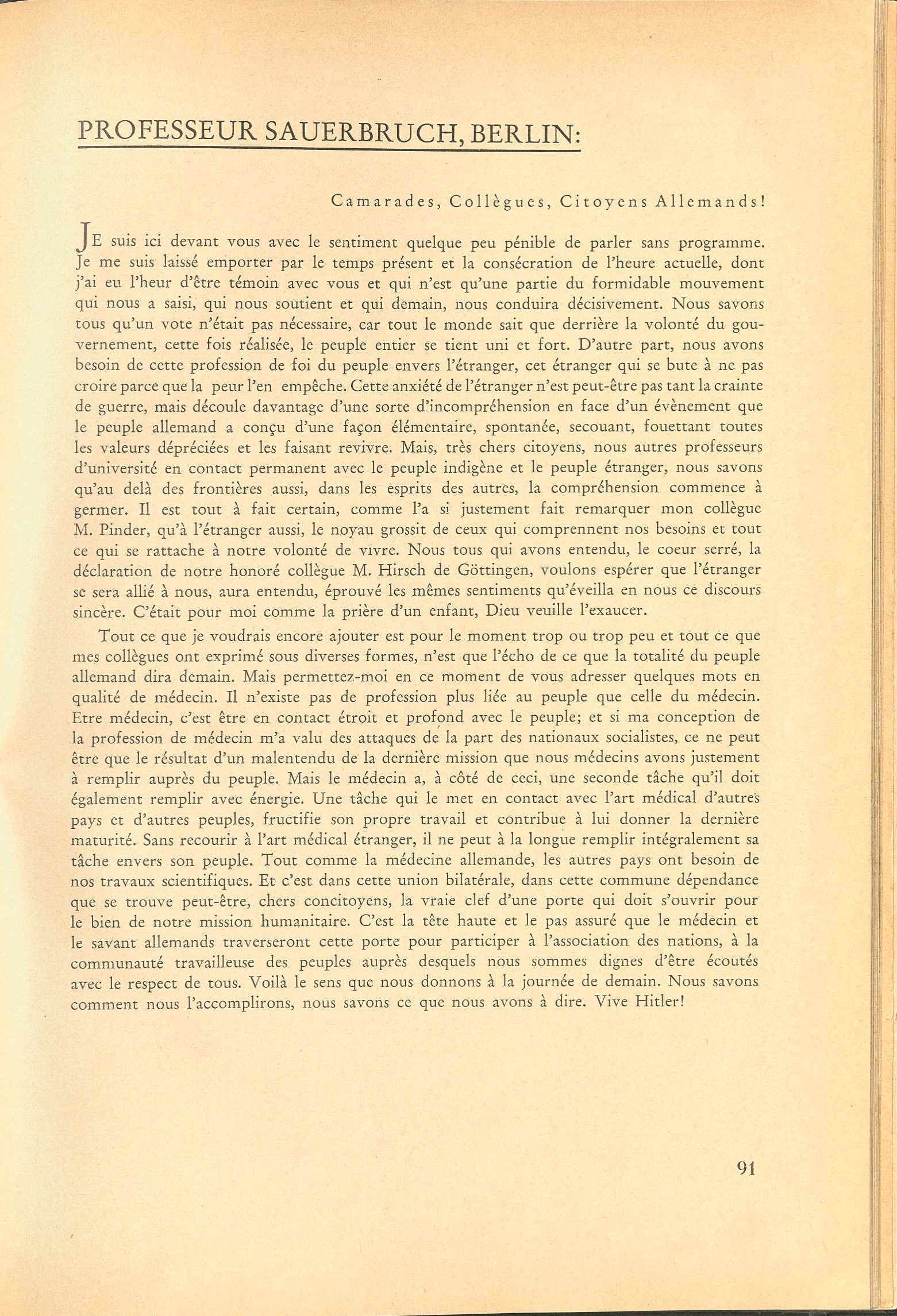
Sauerbruch (Französische Übersetzung)

## Bekennende

### Übersicht der vertretenen Hochschulen
Im Dokument sind die Namen der Unterzeichner ihren Hochschulen zugeordnet. Am Ende stehen noch einzelne Wissenschaftler ohne Zuordnung, die meisten von der Universität Leipzig, die nicht in der Übersicht aufgeführt ist, obwohl ihr Rektor zu den Rednern gehörte. Die meisten Namen kamen von der Hamburger Universität, dann aus Göttingen und Marburg. Unter den Hochschulen finden sich vier katholisch-kirchliche Hochschulen in Bayern, deren Rektoren sämtlich ihre Unterschrift leisteten: Adolf Eberle, Franz Heidingsfelder, Max Heuwieser und Michael Rackl.
- Deutsche Hochschule für Leibesübungen, Berlin-Charlottenburg
- Hochschule für Lehrerbildung (bis April 1933 Pädagogische Akademie) Bonn
- Georg-August-Universität Göttingen
- Hamburgische Universität
- Hochschule für Lehrerbildung Kiel
- Veterinärmedizinische Fakultät Leipzig
- Pädagogisches Institut Leipzig
- Universität Marburg
- Pädagogisches Institut Rostock
- Bergakademie Clausthal
- Technische Hochschule Danzig
- Technische Hochschule Dresden (Hochbau-, Math.nat.wiss. Abteilung, Bauingenieur-Abt., Kulturwiss. Abt., Mechan. Abt., Chemische Abt.)
- Pädagogisches Institut der TH Dresden
- Bergakademie Freiberg i. Sa.
- Technische Hochschule Hannover
- Handelshochschule Berlin
- Handels-Hochschule Leipzig
- Hindenburg-Hochschule Nürnberg
- Landwirtschaftliche Hochschule Bonn-Poppelsdorf
- Forstliche Hochschule Eberswalde
- Technische Hochschule Dresden (Forstliche Hochschule Tharandt)
- Forstliche Hochschule Hann. Münden
- Bischöfliche Philosophisch-Theologische Hochschule Eichstätt i. B.
- Philosophisch-Theologische Hochschule Passau
- Philosophisch-Theologische Hochschule Regensburg
- Philosophisch-Theologische Hochschule Dillingen

sowie einzelne Wissenschaftler.

### Namen von Wissenschaftlern

Zustimmungserklärungen
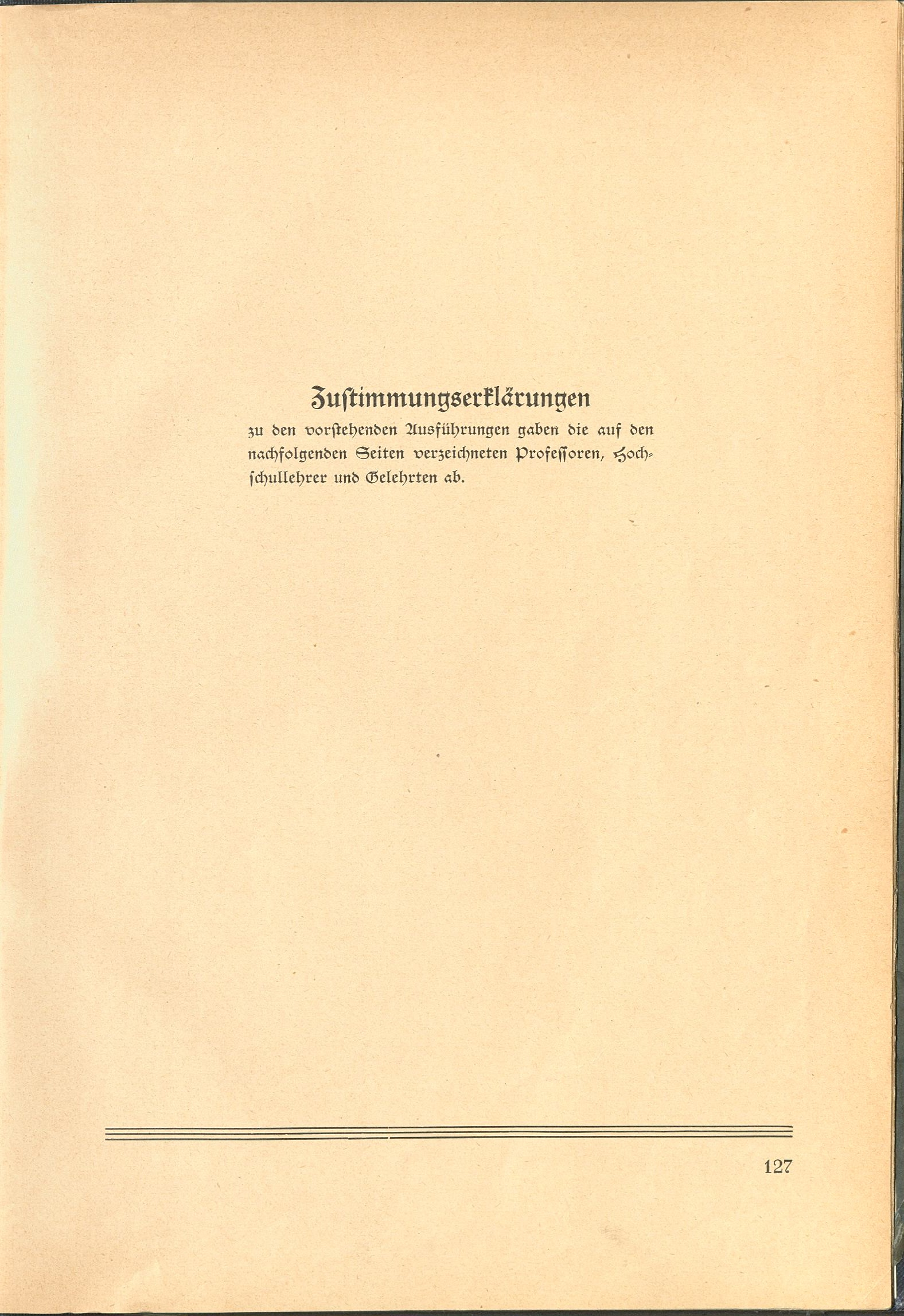
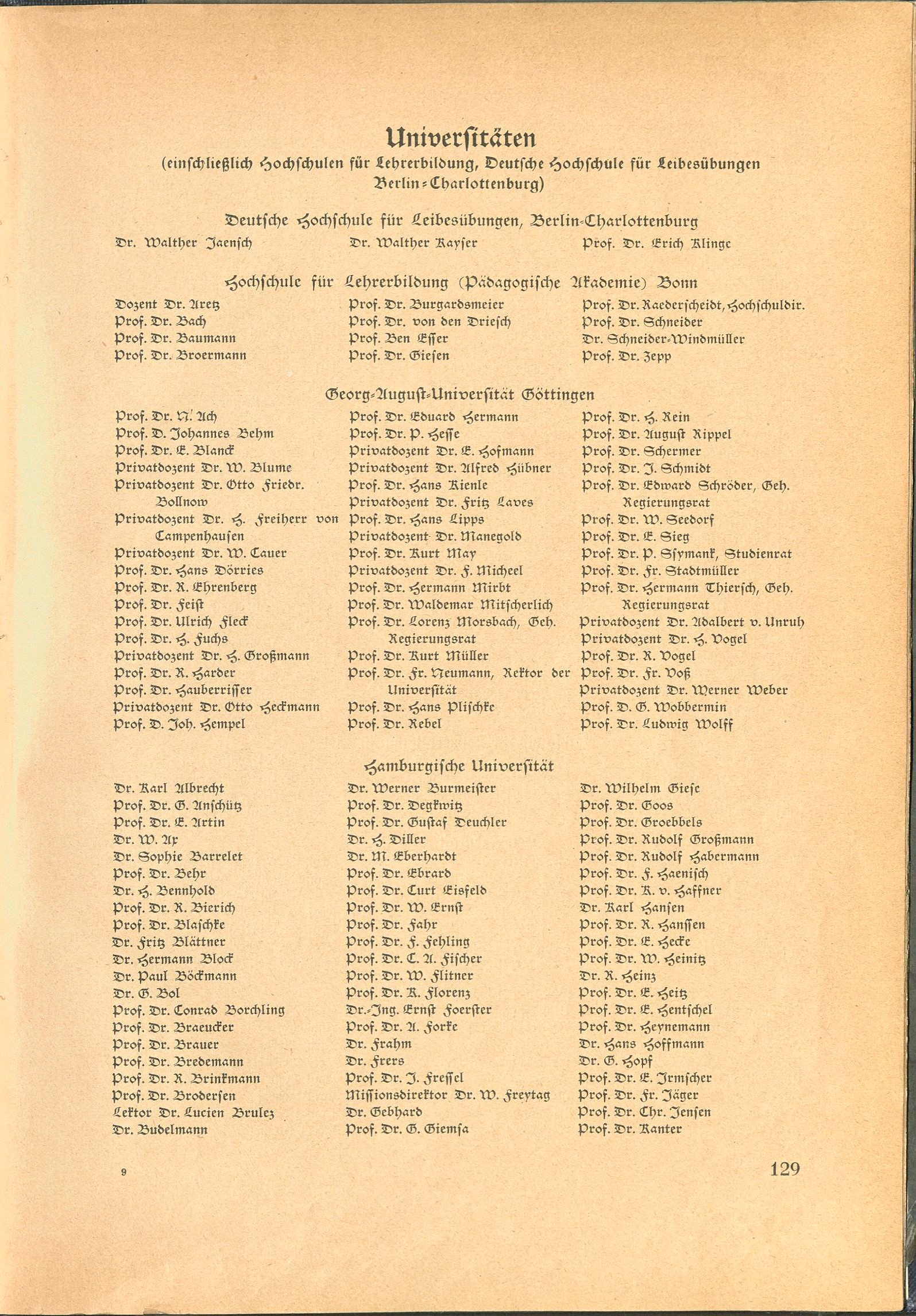
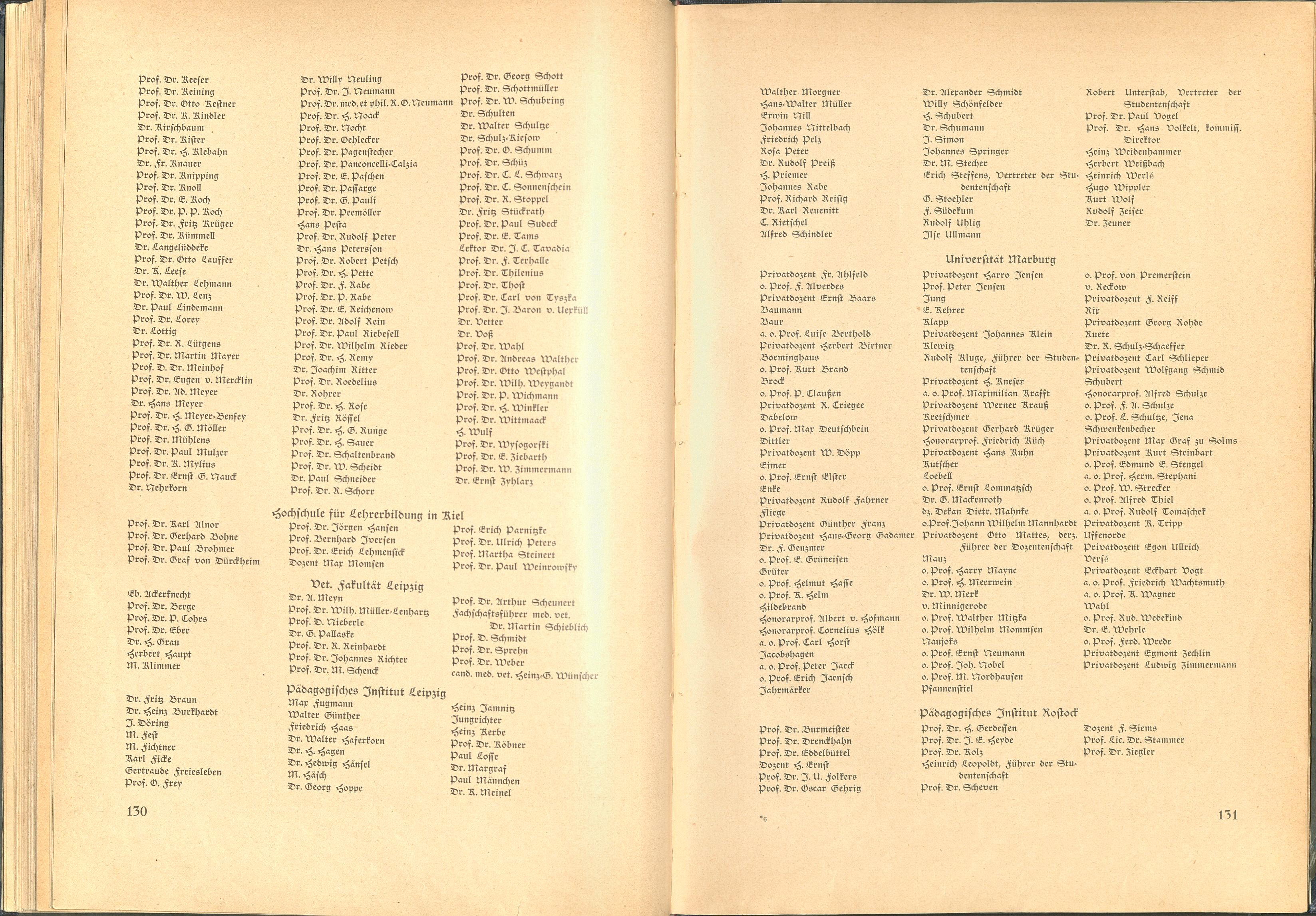
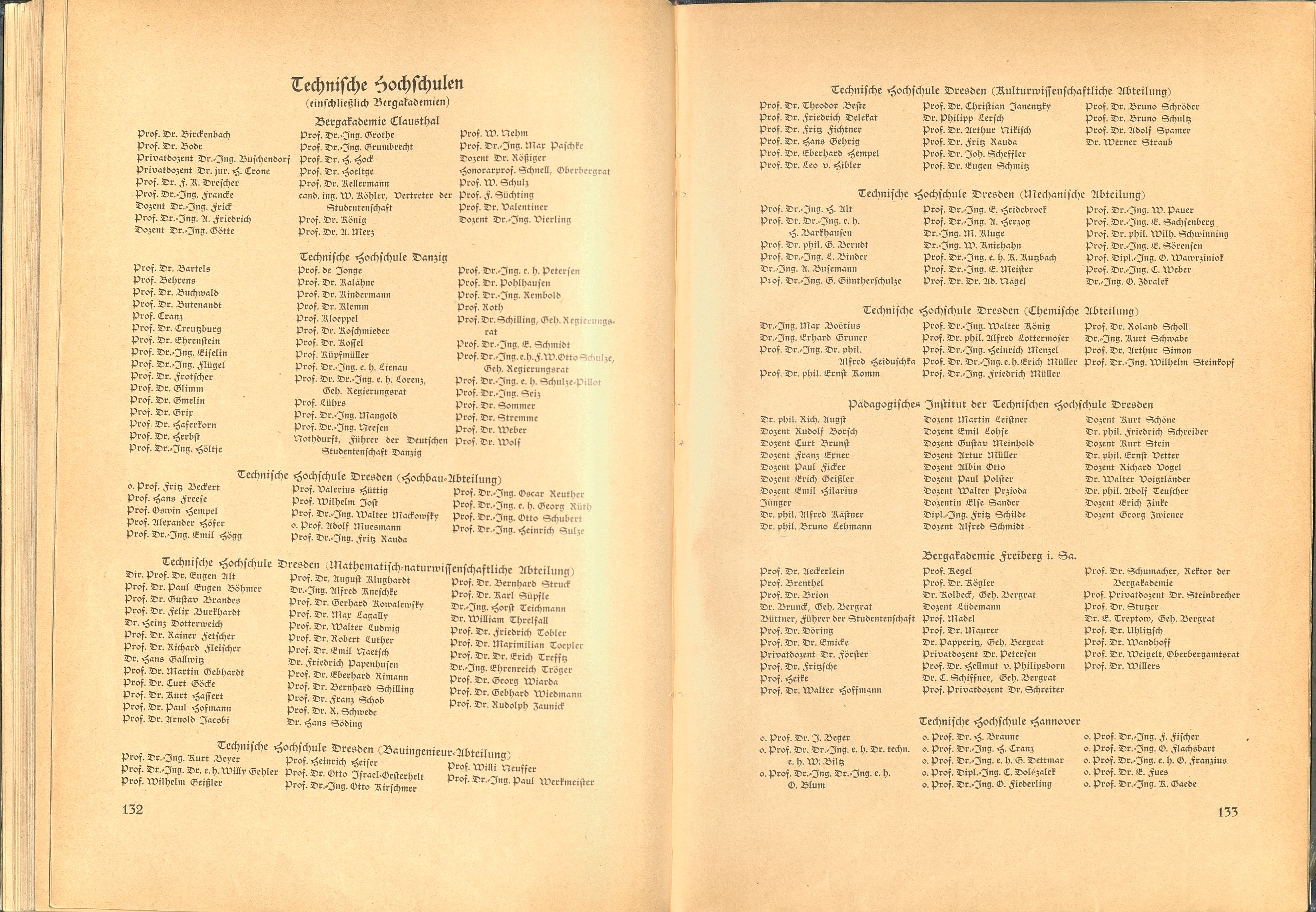
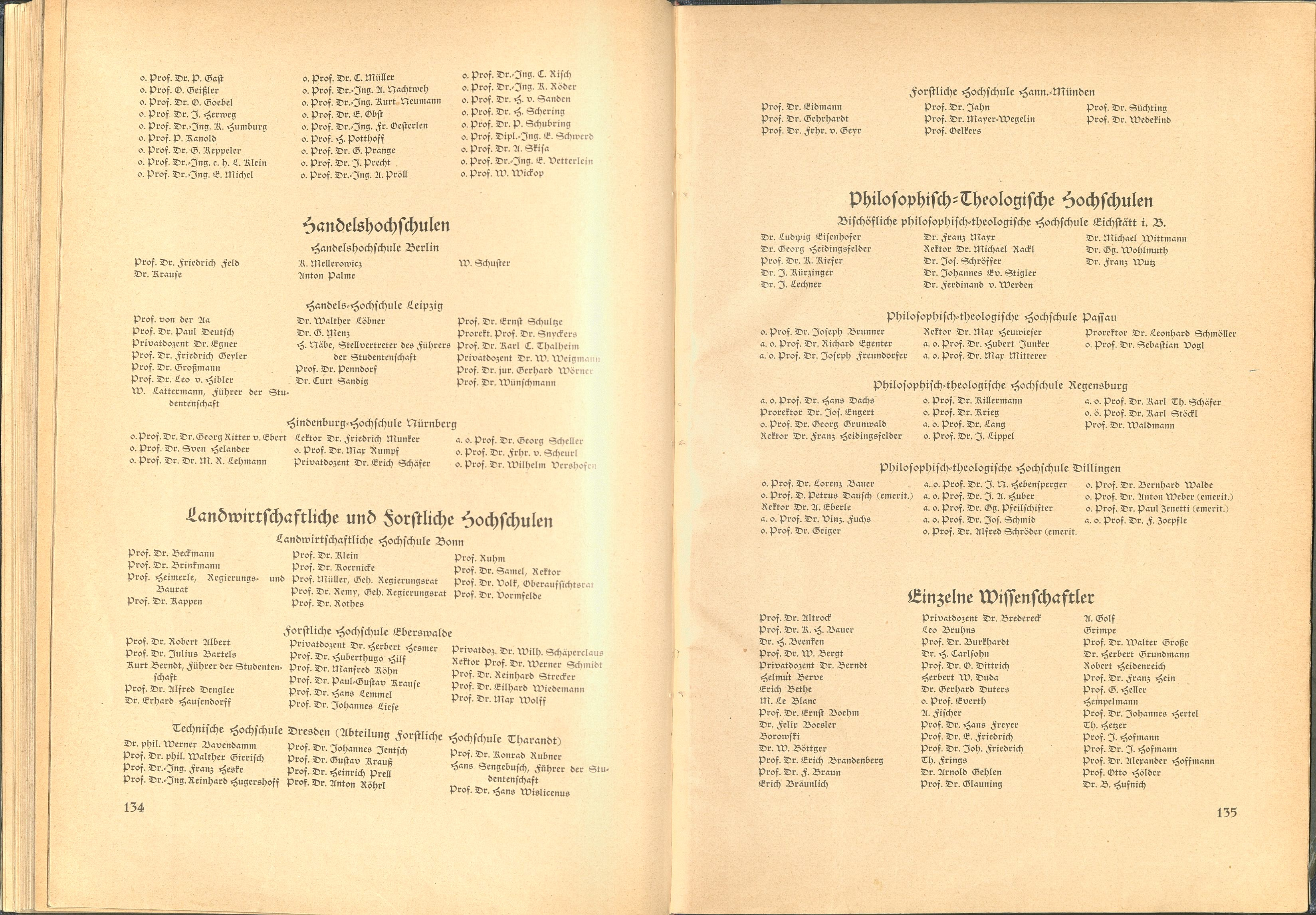
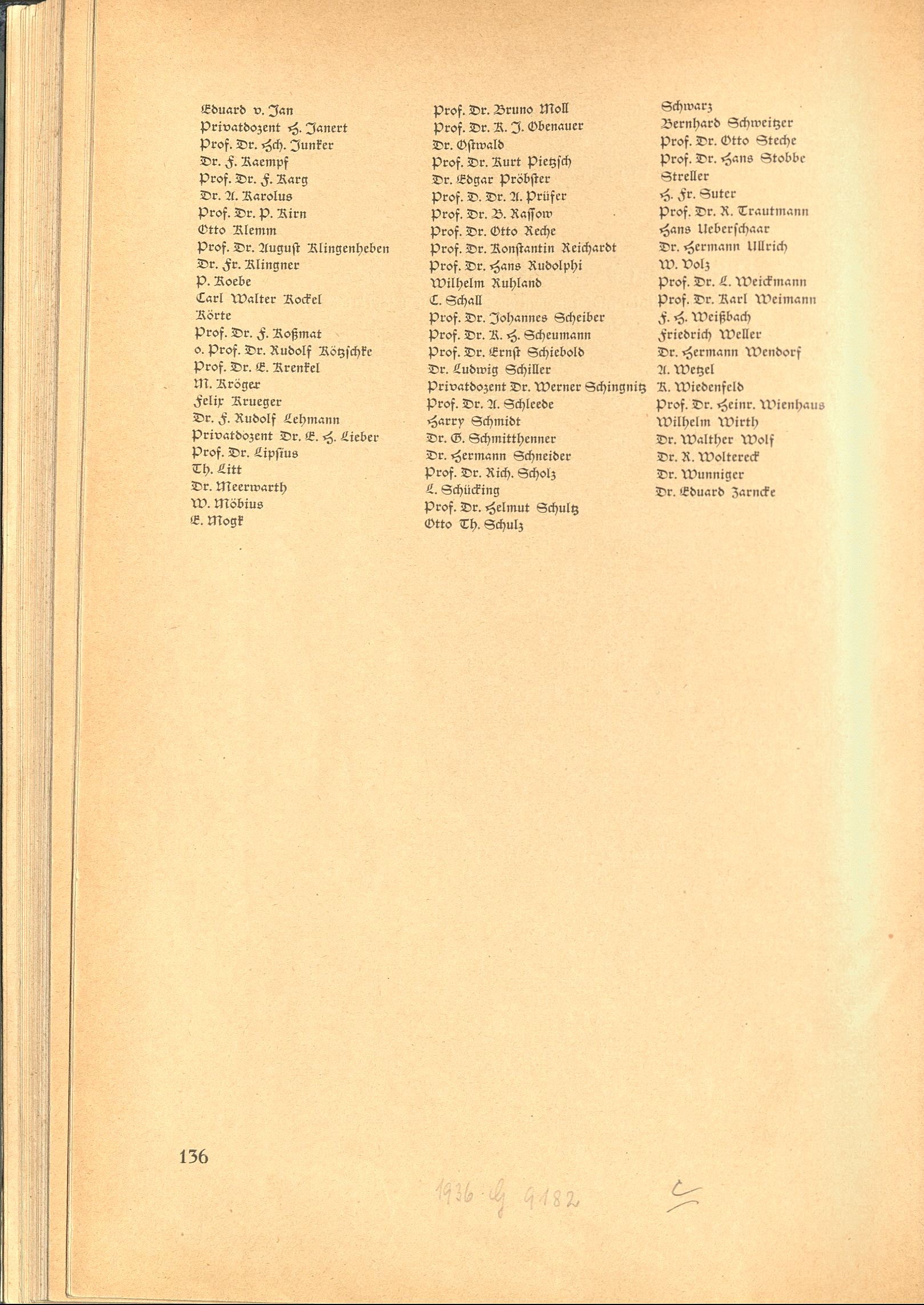

Insgesamt unterschrieben ca. 900 Personen. Unter anderem unterzeichneten:

#### A
Karl von der Aa (Leipziger Wirtschaftspädagoge), Narziß Ach (Göttinger Psychologe), Eberhard Ackerknecht (Leipziger Veterinär), Gustav Aeckerlein (Freiberger Physiker), Friedrich Ahlfeld (Marburger Geologe), Karl Albrecht (Hamburg), Karl Alnor (Kieler Geschichtsdidaktiker), Hermann Altrock (Leipziger Sportpädagoge), Friedrich Alverdes (Marburger Zoologe), Georg Anschütz (Hamburger Psychologe), Christian Aretz (Bonner Naturwissenschaftler, 1887–1960), Emil Artin (Hamburger Mathematiker, 1937 entlassen), Richard Augst (Dresdner Geschichtspädagoge, 1884– )

#### B
Ernst Baars (Marburger Chemiker), Adolf Bach (Bonner Germanist), Heinrich Barkhausen (Dresdner Physiker), Sophie Barrelet (Hamburger Fremdsprachendozentin), Julius Bartels (Eberswalder Geophysiker), Karl Hugo Friedrich Bauer (Leipziger Chemiker), Lorenz Bauer (Dillinger Theologe), Friedrich Baumann (Marburger Chirurg), Karl Baumann (Bonner Physikdidaktiker), Max Baur (Marburger Pharmakologe), Werner Bavendamm (Dresdner Botaniker), Fritz Beckert (Dresden), Fritz Beckmann (Bonner Agrarwissenschaftler), Hermann Beenken (Leipziger Kunsthistoriker), Paul Johannes Beger (hannoverscher Mineraloge), Johannes Behm (Göttinger Theologe), Carl Julius Peter Behr (Hamburger Augenmediziner), Hans Hermann Bennhold (Hamburger Internist), Ewald Berge (Leipziger Veterinär), Walther Bergt (Dresdner Mineraloge), Erhard Berndt (Leipziger Agrarökonom, SA-Mitglied), Georg Berndt (Dresdner Physiker), Luise Berthold (Marburger Germanistin), Helmut Berve (Leipziger Althistoriker), Theodor Beste (Dresdner Betriebswirt), Erich Bethe (Leipziger Altphilologe), Kurt Beyer (Dresdner Bauingenieur), Robert Bierich (Hamburger Mediziner), Wilhelm Biltz (hannoverscher Chemiker), Ludwig Binder (Dresdner Elektrotechniker), Lothar Birckenbach (Clausthaler Chemiker), Herbert Birtner (Marburger Musikwissenschaftler), Fritz Blättner (Hamburger Pädagoge), Max Le Blanc (Leipziger Chemiker), Edwin Blanck (Göttinger Bodenkundler), Wilhelm Blaschke (österreichischer Mathematiker, Hamburg), Hermann Block (Hamburger Pädagoge), Otto Blum (Bauingenieur TH Hannover), Werner Blume (Göttinger Anatom und NS-Dozentenführer), Paul Böckmann (Hamburger Germanist), Ernst Boehm (Leipziger Pädagoge), Gerhard Bohne (Kiel), Gerrit Bol (niederländischer Mathematiker, Hamburg), Otto Friedrich Bollnow (Göttinger Philosoph), Conrad Borchling (Hamburger Germanist), Bruno Borowski (Leipziger Anglist), Wilhelm Böttger (Leipziger Chemiker), Kurt Brand (Marburger Pharmazeut), Erich Brandenburg (Leipziger Historiker), Wilhelm Braeucker (Hamburger Chirurg), Gustav Brandes (Dresdner Zoologe), Ludolph Brauer (Hamburger Luftfahrtmediziner), Friedrich Braun (Leipziger Germanist), Hermann Braune (hannoverscher Chemiker), Erich Bräunlich (Leipziger Orientalist), Gustav Bredemann (Hamburger Agrarwissenschaftler), Hellmut Bredereck (Leipziger Chemiker), Franz Brenthel (Freiberger Hüttenkundler), Roland Brinkmann (Hamburger Geograf, später NS-Gegner), Theodor Brinkmann (Bonner Agrarwissenschaftler), Georg Brion (1873–1950, Freiberg), Joachim Brock (Marburger Kinderarzt), Johannes Brodersen (Hamburger Anatom), Ernst Broermann (Bonner Psychologe und Sportpädagoge), Paul Brohmer (Kieler Biologiedidaktiker), Leo Bruhns (Leipziger Kunsthistoriker), Otto Brunck (Freiberger Chemiker), Curt Brunst (Dresden), Eberhard Buchwald (Danziger Physiker), Günther Budelmann (Hamburger Internist), Alfred Burgardsmeier (Bonner Kirchenhistoriker), Felix Burkhardt (Leipziger Statistiker), Otto Burmeister (Rostocker Pädagoge), Werner Burmeister (Hamburger Kunsthistoriker), Adolf Busemann (Dresdner Flugzeugkonstrukteur), Adolf Butenandt (Danziger Chemiker, später Nobelpreisträger)

#### C–D
Hans Freiherr von Campenhausen (Göttinger Theologe), Ernst Carlsohn (Leipziger Chemiker), Wilhelm Cauer (Göttinger Mathematiker), Peter Claussen (Marburger Botaniker), Paul Cohrs (Leipziger Veterinär), Hermann Cranz (Mechaniker an der TU Hannover), Nikolaus Creutzburg (Geograf an der TH Danzig), Rudolf Criegee (Marburger Chemiker), Adolf Dabelow (Marburger Mediziner), Hans Dachs (Regensburg), Petrus Dausch (Dillinger kath. Theologe), Rudolf Degkwitz (senior) (Hamburger Mediziner), Friedrich Delekat (Dresdner Theologe und Religionspädagoge), Alfred Dengler (Eberswalder Forstwirt), Georg Dettmar (hannoverscher E-Techniker), Gustaf Deuchler (Hamburger Pädagoge), Paul Deutsch (Leipzig), Max Deutschbein (Marburger Anglist), Hans Diller (Hamburger Altphilologe), Rudolf Dittler (Marburger Augenmediziner), Ottmar Dittrich (Leipziger Sprachwissenschaftler), Walter Döpp (Marburger Botaniker), Hans Dörries (Göttinger Geograf, später in Münster), Carl Dolezalek (Bauingenieur an der TH Hannover), Heinz Dotterweich (Dresdner Zoologe), Friedrich Drenckhahn (Rostocker Pädagoge), Johannes von den Driesch (Bonner Pädagoge), Karlfried Graf Dürckheim (Kieler Psychologe), Herbert W. Duda (Leipziger Orientalist), Gerhard Duters

#### E
August Eber (Leipziger Veterinär), Margarete Eberhardt (Hamburger Pädagogin), Adolf Eberle (Dillinger Moraltheologe), Georg von Ebert (Nürnberg), Friedrich August Ebrard (Hamburger Rechtshistoriker, Schweizer), Heinrich Eddelbüttel (Rostocker Biologe und Pädagoge), Richard Egenter (Passauer kath. Theologe), Rudolf Ehrenberg (Göttinger Biologe, später selbst Opfer des NS), Walter Ehrenstein (Danziger Psychologe), Hermann August Eidmann (Hannoversch Mündener Entomologe), Karl Eimer (Marburger Mediziner), Otto Eiselin (Danziger Bauingenieur), Ludwig Eisenhofer (Eichstätter Liturgiewiss.), Curt Eisfeld (Hamburger Betriebswirt), Ernst Elster (Marburger Germanist), Otto Emicke (Freiberger Mineraloge), Josef Engert (Regensburger Dogmatiker), Willi Enke (Marburger Psychiater), Wilhelm Ernst (Hamburg), Ben Esser (Bonner Musikerzieher, 1875–1950), Erich Everth (Leipziger Publizist und NS-Gegner)

#### F
Theodor Fahr (Hamburger Pathologe), Rudolf Fahrner (Marburger Germanist, später Kontakt zum Widerstand), Ferdinand Fehling (Lübeck-Hamburger Historiker), Karl Feist (Göttinger Pharmazeut), Friedrich Feld (Berlin), Rainer Fetscher (Dresdner Erbhygieniker), Fritz Fichtner (Dresdner Kunsthistoriker), Paul Ficker (Dresdner Volksschulpädagoge), Otto Fiederling (hannoverscher Architekt), Carl August Fischer (Hamburg), Eugen Fischer (Mediziner), Friedrich Fischer (TH Hannover), Otto Flachsbart (Maschinenbauer TU Hannover), Ulrich Fleck (Göttinger Neurologe), Hans Fliege (Marburger Zahnmediziner), Wilhelm Flitner (Hamburger Pädagoge), Karl Florenz (Hamburger Japanologe), Gustav Flügel (Danzig), Johann Ulrich Folkers (Rostocker Historiker und Volkskundler), Alfred Forke (Hamburger Sinologe), Günther Franz (Marburger Historiker), Otto Franzius (Bauingenieur und Rektor TH Hannover), Hans Freese (Dresdner Architekt), Julius Fressel (Hamburger Gynäkologe), Joseph Freundorfer (Passauer kath. Theologe, später Bischof von Augsburg), Hans Freyer (Leipziger Soziologe), Walter Freytag (Hamburger Missionsdirektor), Ernst Friedrich (Leipziger Geograf), Johannes Friedrich (später Leipziger Rektor), Theodor Frings (Leipziger Germanist), Otto Emil Fritzsche (Freiberger Ingenieur), Gotthold Frotscher (Danziger Musikwissenschaftler), Hugo Fuchs (Göttinger Anatom), Vinzenz Fuchs (Dillinger Theologe), Erwin Fues (hannoverscher Physiker)

#### G
Hans-Georg Gadamer (Marburger Philosoph), Kurt Gaede (hannoverscher Bauingenieur), Paul Gast (hannoverscher Geodät und vormaliger Rektor der RWTH Aachen), Julius Gebhard (Hamburger Pädagoge), Arnold Gehlen (Leipziger Philosoph, Soziologe), Willy Gehler (Dresdner Bauingenieur), Hans Gehrig (Dresdner Volkswirt), Oscar Gehrig (Rostocker Kunsthistoriker), Karl August Geiger (Dillinger Kirchenrechtler), Otto Geißler (hannoverscher Bauingenieur), Wilhelm Geißler (Dresdner Tiefbauingenieur), Felix Genzmer (Marburg), Herbert Gerdessen (1892– , Rostocker Geograf), Ernst Gehrhardt (Forstwissenschaftler in Hannoversch Münden), Hans Geyr von Schweppenburg (Forstwissenschaftler in Hannoversch Münden), Gustav Giemsa (Hamburger Chemiker), Wilhelm Giese (Hamburg), Josef Giesen (Bonner Kunsthistoriker, später Vechta), Otto Glauning (Leiter der Universitätsbibliothek Leipzig), Engelhardt Glimm (1877- , Danziger Agrochemiker), Hermann Gmelin (Danziger Romanist, später Kiel), Otto Goebel (hannoverscher Volkswirt), Kurt Göcke (Dresdner Orthopäde), August Götte (Clausthaler Mineraloge), Arthur Golf (Leipziger Rektor), Fritz Goos (Hamburger Physiker), Hugo Grau (Leipziger Veterinär), Georg Grimpe (Leipziger Zoologe), Waldemar Grix (Danziger E-Techniker), Franz Groebbels (Hamburger Mediziner), Walter Große (Leipziger Nationalökonom), H. Großmann (Göttinger Hygieniker), Hermann Großmann (Leipziger Handelshochschule), Rudolf Grossmann (Hamburg), Eduard Grüneisen (Marburger Physiker), Georg Wilhelm Grüter (Marburger Augenmediziner), Herbert Grundmann (Leipziger Historiker), Georg Grunwald (Regensburger Religionspädagoge), Adolf Güntherschulze (Dresdner Physiker)

#### H
Rudolf Habermann (1884–1941, Hamburger Dermatologe), Fedor Haenisch (Hamburger Radiologe), Reinhard Haferkorn (Danziger Anglist), Konstantin von Haffner (Hamburger Zoologe), Jörgen Hansen (Kieler Geograf), Karl Hansen (Hamburger Sprachheilpädagoge), Richard Hanssen (Hamburger Augenarzt), Richard Harder (Göttingen), Helmut Hasse (Marburger Mathematiker), Kurt Hassert (Dresdner Geograf), Edwin Hauberrisser (Göttinger Zahnarzt), Herbert Haupt (Leipziger Tiermediziner), Johann Nepomuk Hebensperger (Dillinger Historiker), Erich Hecke (Hamburger Mathematiker), Otto Heckmann (Göttinger Astronom), Enno Heidebroek (Dresdner Maschinenbauer und Rektor 1946), Martin Heidegger (Philosoph), Robert Heidenreich (Leipziger Archäologe), Georg Heidingsfelder (Eichstätter Theologe), Alfred Heiduschka (Dresdner Lebensmittelchemiker), Willi Heike (1880–1944, Freiberger Metallurg), Franz Hein (Leipzig), Wilhelm Heinitz (Hamburger Musikwissenschaftler), Rudolf Heinz (Hamburg), Heinrich Heiser (Dresdner Wasserbauer), Emil Heitz (Hamburg), Sven Helander (Schwede und Nürnberger Ökonom), Gustav Heller (Leipziger Chemiker), Karl Helm (Marburger Germanist und Dekan), Eberhard Hempel (Dresdner Kunsthistoriker), Johannes Hempel (Göttinger Theologe), Friedrich Hempelmann (Leipziger Zoologe), Ernst Hentschel (Hamburger Zoologe), Eduard Hermann (Göttinger Linguist), Ernst Hertel (Leipziger Augenmediziner), Johannes Hertel (Leipziger Indologe), Julius Herweg (hannoverscher Physiker), Alois Herzog (Dresdner Textiltechnologe), Franz Heske (Dresdner Forstwirt), Herbert Hesmer (Eberswalder Forstwirt), Paul Hesse (Göttinger Agrarwissenschaftler), Theodor Hetzer (Leipziger Kunsthistoriker), Max Heuwieser (Passauer Kirchenhistoriker), Johannes Erich Heyde (Rostocker Philosoph), Theodor Heynemann (Hamburger Gynäkologe), Emil Hilarius (Dresdner Pädagoge), Heinrich Hildebrand (Mediziner, Marburg), Leo von Hibler (Anglist in Leipzig und Dresden, später Wien), Emanuel Hirsch (Göttinger Theologe), Alexander Höfer (Dresdner Bildhauer), Emil Högg (Dresdner Architekt), Otto Hölder (Leipziger Mathematiker), Cornelius Hölk (Marburger Schulleiter und Didaktiker), Robert Höltje (Danziger Chemiker), Alexander Hoffmann (Leipziger Betriebswirt), Hans Hoffmann (Hamburg), Walter Hoffmann (Freiberg), Albert von Hofmann (Marburger Historiker), Erich Hofmann (Göttinger Linguist), Johannes Hofmann (Leiter der Stadtbibliothek Leipzig), Paul Hofmann (Dresden), Gustav Hopf (Hamburger Dermatologe), Carl Horst (Marburger Kunsthistoriker), Josef Anton Huber (Dillingen), Alfred Hübner (Göttinger Germanist, später Leipzig), Valerius Hüttig (Dresdner Ingenieur für Lüftung), Reinhard Hugershoff (Dresdner Geödät), Karl Humburg (hannoverscher E-Techniker)

#### I–J
Edgar Irmscher (Hamburger Botaniker), Otto Israel-Oesterhelt (Dresdner Geodät), Bernhard Iversen (Kieler Musikpädagoge), Arnold Jacobi (Dresdner Zoologe), Eduard Jacobshagen (Marburger Anatom), Peter Jaeck (Marburger Sportwissenschaftler), Fritz Jäger (Hamburger Sinologe), Erich Jaensch (Marburger Psychologe), Walther Jaensch (Berliner Sportmediziner), Eduard Jahn (Hannoversch Münder Botaniker), Maximilian Jahrmärker (Marburger Psychiater, Direktor der Landesheilanstalt), Eduard von Jan (Leipziger Romanist), Christian Janentzky (Dresdner Germanist), Heinz Janert (Leipziger Bodenkundler), Harro de Wet Jensen (Marburger Anglist, in Heidelberg 1936–1945), Christian Jensen (Hamburger Physiker), Peter Jensen (Marburger Hethitologe), Johannes Jentsch (Forstwissenschaftler), Gerhard de Jonge (Danziger Ingenieur), Wilhelm Jost (Dresdner Architekt), Erich Jung (Marburger Rechtsphilosoph), Heinrich Junker (Leipziger Sprachwissenschaftler), Hubert Junker (Passauer kath. Theologe)

#### K
Felix Kämpf (Leipziger Physiker, 1877- ), Alfred Kaestner (Dresdner Zoologe), Alfred Kalähne (Danziger Physiker), Paul Kanold (hannoverscher Architekt), Helmuth Kanter (Hamburger Geograf), Oskar Fritz Karg (Leipziger Germanist, 1934 wegen Diebstahl entlassen), August Karolus (Leipziger Physiker), Walter Kayser (Berliner Sportwissenschaftler), Eduard Keeser (Hamburger Pharmakologe, Rektor 1941–1945), Karl Kegel (Freiberger Bergingenieur), Erwin Kehrer (1874–1959, Marburger Gynäkologe), Egon Keining (Hamburger Dermatologe), Gustav Keppeler (hannoverscher Chemiker), Otto Kestner (Hamburger Mediziner und Physiologe), Karl Kiefer (Eichstätter Theologe), Hans Kienle (Göttinger Astronom), Sebastian Killermann (PTH Regensburg, Theologe und Naturwissenschaftler), Heinz Kindermann (Danzig), Karl Kindler (Hamburger Pharmakologe), Paul Kirn (Leipziger Historiker), Walter Rudolf Kirschbaum (Hamburger Neurologe), Otto Kirschmer (Dresdner Physiker), Julius Kister (Hamburger Bakteriologe, 1870–1942), Rudolf Klapp (Marburger Chirurg), Heinrich Klebahn (Hamburger Mykologe), Johannes Klein (Marburg), Ludwig Klein (hannoverscher Maschinenbauer und Rektor der TH), Otto Klemm (Leipziger Psychologe), Wilhelm Klemm (Danzig), Felix Klewitz (Marburger Mediziner), Martin Klimmer (Leipziger Veterinär), Erich Klinge (Berlin-Charlottenburg), August Klingenheben (Hamburger Afrikanist), Friedrich Klingner (Leipziger Altphilologe), Otto Kloeppel (Danziger Architekt), August Klughardt (1887–1970, Dresdner Optiker), Friedrich Knauer (Hamburg), Alfred Kneschke (Dresdner Mathematiker), Hans Otto Kneser (Marburger Physiker), Werner Kniehahn (Dresdner Maschinenbauer), Hugo Wilhelm Knipping (Hamburger Internist), Wilhelm Knoll (Hamburger Sportmediziner), Emil Koch (Hamburger Geograph), Peter Paul Koch (Hamburger Physiker), Carl Walter Kockel (Leipziger Geologe), Paul Koebe (Leipziger Mathematiker und Dekan), Franz Kögler (Freiberger Bauingenieur), Walter König (Dresden), Max Koernicke (Bonner Agrarwiss.), Alfred Körte (Leipziger Altphilologe), Rudolf Kötzschke (Leipziger Wirtschaftshistoriker), Friedrich Kolbeck (Freiberger Mineraloge), Willy Kolz (Rostocker Pädagoge), Harald Koschmieder (Danziger Meteorologe), Walter Kossel (Danziger Physiker), Franz Kossmat (Leipziger Geologe), Gerhard Kowalewski (Dresdner Mathematiker), Maximilian Krafft (Marburger Mathematiker), Werner Krauss (Marburg, später im Widerstand), Erich Krenkel (Leipziger Geologe), Ernst Kretschmer (Marburger Psychiater), Julius Krieg (Regensburger Kirchenrechtler), Martin Kröger (Leipziger Chemiker), Felix Krueger (Leipziger Psychologe), Fritz Krüger (Hamburg), Gerhard Krüger (Marburg), Friedrich Küch (Marburger Archivar), Karl Küpfmüller (Danziger Elektrotechniker), Hermann Kümmell (Hamburger Chirurg), Josef Kürzinger (Eichstätter Theologe), Hans Kuhn (Marburger Germanist), Friedrich Kutscher (Marburg, Physiologe und Chemiker), Karl Kutzbach (Dresdner Maschinenbauer)

#### L
Max Otto Lagally (Dresdner Mathematiker), Albrecht Langelüddeke (Hamburger Psychiater), Otto Lauffer (Hamburger Volkskundler), Fritz Laves (Göttinger Mineraloge), Joseph Lechner (Eichstätter Kirchenrechtler), Kurt Leese (Hamburger Philosoph), Bruno Lehmann (Dresden), Max Rudolf Lehmann (Nürnberger Ökonom), Rudolf Lehmann (Leipziger Ethnologe), Walther Lehmann (Hamburger Hygieniker), Erich Lehmensick (Kieler Pädagoge), Hans Lemmel (Eberswalde), Wilhelm Lenz (Hamburger Physiker), Philipp Lersch (Leipziger Psychologe), E. H. Lieber, Otto Lienau (Danziger Schiffbauer), Paul Lindemann (Hamburg), Joseph Lippl (Regensburger Alttestamentler), Hans Lipps (Marburger Philosoph), Friedrich Lipsius (Philosoph), Theodor Litt (Philosoph) [Unterschrift zweifelhaft], Helmut Loebell (Marburger Mediziner), Ernst Lommatzsch (Marburger Altphilologe), Hans Lorenz (Danzig), Alexander Lorey (Hamburger Radiologe), Alfred Lottermoser (Dresdner Chemiker), Heinrich Lottig (Hamburger Luftfahrtmediziner), Rudolf Lütgens (Hamburger Wirtschaftsgeograf), Robert Luther (Dresden)

#### M
Gerhard Mackenroth (Marburger Jurist), Johannes Madel (Freiberger Geologe), Dietrich Mahnke (Marburger Philosoph), Erich Manegold (Göttinger Chemiker), Johann Wilhelm Mannhardt (Volkswissenschaftler), Otto Mattes (Marburger Zoologe und Führer der Dozentenschaft), Eduard Maurer (Freiberger Metallurg), Friedrich Mauz (Marburger Psychiater, später T4-Gutachter der Aktion T4), Kurt May (Göttinger Germanist), Martin Mayer (Hamburger Tropenmediziner, 1934 entlassen), Franz Xaver Mayr (Eichstätt), Hans Mayer-Wegelin (Hannoversch Münder Forstwirt), Harry Maync (Marburger Germanist), Rudolf Meerwarth (Leipziger Statistiker), Hans Meerwein (Marburger Chemiker), Carl Meinhof (Hamburger Afrikanist), Edwin Meister (Dresdner Textiltechnologe), Konrad Mellerowicz (Berliner Ökonom), Gerhard Menz (Leipziger Ökonom), Heinrich Menzel (Dresdner Chemiker), Eugen von Mercklin (Hamburger Archäologe), Walther Merk (Marburger Jurist und Rektor), Adolf Meyer (Hamburger Biologe), Hans Meyer (Hamburg), Heinrich Meyer-Benfey (Hamburger Germanist), Adolf Meyn (Leipziger Veterinär), Fritz Micheel (Göttinger Chemiker), Eugen Michel (hannoverscher Architekt), Heinrich von Minnigerode (Marburger Jurist), Hermann Mirbt (Göttinger Jurist), Waldemar Mitscherlich (Göttinger Staatswissenschaftler), Max Mitterer (Passauer Kirchenrechtler), Walther Mitzka (Marburger Sprachwissenschaftler), Willy Möbius (Leipziger Physiker), Hans Georg Möller (Hamburg), Eugen Mogk (Leipziger Nordist), Bruno Moll (Leipziger Ökonom), Wilhelm Mommsen (Marburger Historiker), Max Momsen (Kieler Pädagoge), Lorenz Morsbach (Göttinger Anglist), Adolf Muesmann (Dresdner Architekt), Peter Mühlens (Hamburger Hygienemediziner), Conrad Müller (hannoverscher Mathematiker), Erich Müller (Chemiker, Rektor der TU Dresden), Friedrich Müller (Dresden), Kurt Müller (Göttingen), Wilhelm Müller-Lenhartz (Leipziger Agrarwissenschaftler), Paul Mulzer (Hamburger Dermatologe), Karl Mylius (Hamburger Augenarzt)

#### N
Alwin Nachtweh (hannoverscher Maschinenbauer), Adolph Nägel (Dresdner Maschinenbauer), Emil Naetsch (Dresdner Mathematiker), Ernst Georg Nauck (Hamburger Tropenmediziner), Hans Naujoks (Marburger Gynäkologe), Friedrich Neesen (1888–1945, Danziger Bahningenieur), Walter Nehm (Clausthaler Markscheider), Harald Nehrkorn (Hamburger Mathematiker, sp. Schulleiter), Friedrich Wilhelm Neuffer (Dresdner Bauingenieur), Willy Neuling (Hamburger Volkswirt), Ernst Richard Neumann (Marburger Mathematiker), Friedrich Neumann (Göttingen), Johannes Neumann (Hamburger Veterinär), Kurt Neumann (Hannover), Rudolf Otto Neumann (Hamburger Bakteriologe), Karl Nieberle (Leipziger Veterinär), Arthur Philipp Nikisch (Dresdner Jurist), Hermann Noack (Hamburg), Johannes Nobel (Marburger Indologe), Bernhard Nocht (Hamburger Tropenmediziner), Max Nordhausen (Marburger Botaniker)

#### O–P
Karl Justus Obenauer (Leipziger Germanist, später in Bonn Lehrer von Hans Rößner), Erich Obst (hannoverscher Geograph), Franz Oehlecker (Hamburger Hämatologe), Julius Oelkers (Hannoversch Münder Forstwirt), Fritz Oesterlen (hannoverscher Ingenieur), Wolfgang Ostwald (Leipziger Chemiker), Max Pagenstecher (Hamburger Jurist), Georg Pallaske (Leipziger Veterinär), Giulio Panconcelli-Calzia (Hamburger Phonetiker), Erwin Papperitz (Freiberger Mathematiker), Erich Parnitzke (Kieler Kunstpädagoge), Enrique Paschen (Hamburger Tropenarzt), Siegfried Passarge (Hamburger Geograf und Völkerkundler), Walther Pauer (Dresdner Energiewiss.), Gustav Pauli (Hamburger Kunsthistoriker), Friedrich Peemöller (Hamburger Mediziner), Balduin Penndorf (Leipziger Ökonom), Hans Pesta (Hamburger Pädagoge), Rudolf Peter (Hamburger Pädagoge), Ulrich Peters (Kieler Rektor der LBA), Richard Petersen (Danziger Ingenieur), Hans Petersson (Hamburger Mathematiker), Robert Petsch (Hamburger Germanist), Heinrich Pette (Hamburger Neurologe), Wilhelm Pfannenstiel (Marburger Rassenhygieniker), Georg Pfeilschifter-Baumeister (Dillinger Kirchenhistoriker), Kurt Pietzsch (Leipziger Geologe), Wilhelm Pinder (Münchner Kunstgeschichtler), Hans Plischke (Göttinger Ethnologe), Ernst Pohlhausen (Danziger Mathematiker), Hermann Potthoff (hannoverscher Maschinenbauer), Georg Prange (hannoverscher Mathematiker), Julius Precht (hannoverscher Physiker), Heinrich Prell (Dresdner Forstwirt), Anton von Premerstein (Marburger Althistoriker), Edgar Pröbster (Leipziger Orientalist), Arthur Pröll (hannoverscher Flugtechniker), Arthur Prüfer (Leipziger Musikwissenschaftler)

#### R
Paul Rabe (Hamburg), Michael Rackl (Eichstätter Theologe), Georg Raederscheidt (Direktor der Pädagogischen Akademie Bonn), Berthold Rassow (Leipziger Chemiker), Fritz Rauda (Dresdner Architekt), Hans Rebel (Göttinger Zahnmediziner), Otto Reche (rassistischer Leipziger Anthropologe), Joachim von Reckow (Marburger Zahnmediziner), Konstantin Reichardt (Leipziger Nordist, 1937 emigriert), Eduard Reichenow (Hamburger Biologe), Ferdinand Reiff (Marburger Chemiker), Adolf Rein (Hamburger Historiker), Hermann Rein (Göttinger Mediziner und Rektor), Richard Reinhardt (Leipziger Veterinär), Richard Reisig (Leipziger Deutschpädagoge), Viktor Rembold (Danziger Schiffsbauer), Heinrich Remy (Hamburger Chemiker), Theodor Remy (Bonner Forstwirt), Oscar Reuther (Dresdner Archäologe), Johannes Max Hugo Richter (Leipzig), Paul Riebesell (Hamburger Versicherungsmathematiker), Wilhelm Rieder (Hamburger Chirurg), August Rippel (Göttinger Mikrobiologe), Curt Risch (hannoverscher Eisenbahningenieur), Eberhard Rimann (Dresdner Geologe), Curt Risch (hannoverscher Bauingenieur), Joachim Ritter (Hamburger Philosoph), Erich Rix (Marburger Pathologe), Ernst Roedelius (Hamburger Chirurg), Karl Röder (hannoverscher Maschinenbauer), Fritz Rössel (Hamburger Heilpädagoge), Georg Rohde (Marburger Altphilologe), Hermann Rose (Hamburg), Heinrich Roth (Elektrotechniker) (Danzig, 1880–1945), Konrad Rubner (Dresdner Forstwirt), Hans Rudolphi (Leipziger Geograf), Georg Rüth (Dresdner Hochbauer), Alfred Ruete (Marburger Hautarzt), Wilhelm Ruhland (Leipziger Botaniker), Max Rumpf (Nürnberger Soziologe), Hermann Gustav Runge (Hamburger HNO-Mediziner, 1887–1942)

#### Sa–Sch
Ewald Sachsenberg (Dresdner Betriebswissenschaftler), Horst von Sanden (hannoverscher Mathematiker), Curt Sandig (Leipziger Betriebswirt), Heinrich Sauer (Hamburg), Ferdinand Sauerbruch (Berliner Chirurg), Erich Schäfer (Nürnberger Betriebswirt), Karl Theodor Schäfer (Regensburger Neutestamentler), Wilhelm Schäperclaus (Eberswalder Zoologe), Carl Schall (Leipziger Chemiker), Georg Schaltenbrand (Hamburger Neurologe, später Leiter von Versuchen an Menschen), Johannes Scheffler (Dresden), Johannes Scheiber (Leipziger Chemiker), Walter Scheidt (Hamburger Rassenbiologe), Georg Scheller (Nürnberg), Martin Schenck (Leipziger Chemiker), Harald Schering (hannoverscher E-Techniker), Siegmund Schermer (Göttinger Veterinär und Rektor 1932/33), Karl-Hermann Scheumann (Leipziger Mineraloge), Carl Arthur Scheunert (Leipziger Veterinär), Eberhard Freiherr von Scheurl (Nürnberger Jurist), Martin Schieblich (Leipziger Veterinär), Ernst Schiebold (Leipziger Mineraloge), Carl Schiffner (Freiberger Hüttenkundler), Ludwig Schiller (Leipziger Physiker), Bernhard Schilling (Dresdner Mathematiker), Friedrich Schilling (TH Danzig), Werner Schingnitz (Leipziger Philosoph), Arthur Schleede (Leipziger Chemiker), Carl Schlieper (Marburger Zoologe), Josef Schmid (Dillingen), Ernst Schmidt (TH Danzig), Harry Schmidt (Leipziger Chemiker), Johannes Schmidt (Leipzig), Jonas Schmidt (Göttinger Veterinär), Werner Schmidt (Eberswalde), Wolfgang Schmid(t) (Marburger Anglist), G. Schmitthenner, Eugen Schmitz (Dresdner Musikwissenschaftler), Leonhard Schmöller (Passauer Theologe), Friedrich Schneider (Bonn), Hermann Schneider (Leipzig), Paul Schneider (Hamburg), Wilhelm Schneider-Windmüller (Bonn), Franz Schob (Dresdner Psychopathologe), Roland Scholl (Schweizer Chemiker in Dresden), Richard Scholz (Leipziger Mittelalterhistoriker), Richard Schorr (Hamburger Astronom), Gerhard Schott (Hamburg), Hugo Schottmüller (Hamburger Bakteriologe), Friedrich Schreiber (Dresden), Alfred Schröder (Dillinger Theologe), Bruno Schröder (Dresden), Edward Schröder (Göttinger Germanist), Joseph Schröffer (Eichstätter Theologe), Paul Schubring (hannoverscher Kunsthistoriker), Walther Schubring (Hamburger Indologe), Levin Ludwig Schücking (Leipziger Anglist und NS-Gegner), Alfred Schüz (Hamburger Wehrwissenschaftler und Historiker), Hans Schulten (Hamburger Internist), Bruno Schultz (Dresdner Wirtschaftswissenschaftler), Helmut Schultz (Leipzig), Ernst Schultze (Leipzig), Walter Schultze (Hamburger Pädagoge), Leonhard Schultze-Jena (Marburger Zoologe), Otto Theodor Schulz (Leipziger Althistoriker), Alfred Schulze (Marburger Romanist), Franz Arthur Schulze (Marburger Physiker), Otto Schulze (Danzig), Gerhard Schulze-Pillot (Danziger Maschinenbauer), Paul Schulz-Kiesow (Hamburger Verkehrswissenschaftler), Rudolf Schulz-Schaeffer (1885‒1966, Marburger Jurist), Friedrich Schumacher (Geologe und Rektor in Freiberg), Otto Schumm (Hamburger Chemiker), Kurt Schwabe (Dresdner Chemiker), Carl Leopold Schwarz (Hamburger Hygieniker), Paul Schwarz (Leipzig), Bernhard Schweitzer (Leipziger Archäologe), Alfred Schwenkenbecher (Marburger Internist und Rektor), Friedrich Schwerd (hannoverscher Maschinenbauer), Wilhelm Schwinning (Dresdner Metallurg)

#### Se-Sz
Wilhelm Seedorf (Göttinger Agrarökonom und späterer NS-Gegner), Walter Seiz (Danziger E-Techniker), Emil Sieg (Göttinger Indogermanist), Arthur Simon (Dresdner Chemiker), Aladar Skita (hannoverscher Chemiker), Alexander Snyckers (belgischer Wirtschaftslinguist in Leipzig), Emil Sörensen (Dresdner Maschinenbauer), Max Graf zu Solms (Marburger Soziologe), Julius Sommer (Danziger Mathematiker), Curt Sonnenschein (Hamburger Tropenmediziner), Adolf Spamer (Dresdner Germanist), Curt Sprehn (Leipziger Veterinär), Paul Ssymank (Göttinger Historiker), Franz Stadtmüller (Göttinger Anatom), Martin Stammer (Rostocker Theologe), Otto Hermann Steche (Leipziger Zoologe), Kurt Steinbart (Marburger Kunsthistoriker), Martha Steinert (Kieler Deutschpädagogin), Wilhelm Steinkopf (Dresdner Chemiker, Giftgasforscher), Edmund E. Stengel (Marburger Historiker), Hermann Stephani (Marburger Musikwissenschaftler), Johannes Evangelist Stigler (Eichstätter Mathematiker), Hans Stobbe (Leipziger Chemiker), Karl Stöckl (Regensburger Physiker), Rose Stoppel (Hamburger Botanikerin), Werner Straub (Dresdener Psychologe), Reinhard Strecker (Eberswalde, später im Widerstand), Wilhelm Strecker (Marburger Chemiker), Rudolf Streller (Leipziger Nationalökonom), Hermann Stremme (Danziger Bodenforscher, später Ost-Berlin), Bernhard Struck (Dresdner Völkerkundler), Fritz Stückrath (Hamburger Pädagoge), Otto Stutzer (Freiberger Geologe), Paul Sudeck (Hamburger Chirurg), Heinrich Süchting (Hannoversch Münder Bodenkundler), Karl Süpfle (Dresdner Hygieniker), Heinrich Sulze (Dresdner Bauingenieur), Karl Friedrich Suter (Leipziger Kunsthistoriker, ab 1946 Rostock)

#### T–U
Ernst Tams (Hamburger Geophysiker), Jehangir Tavadia (Hamburger Indologe), Horst Teichmann (Dresdner Physiker), Fritz Terhalle (Hamburger Finanzwissenschaftler), Adolf Teuscher (Dresdner Pädagoge), Karl Thalheim (Leipziger Nationalökonom, nach 1945 Westberlin), Alfred Thiel (Marburger Chemiker), Hermann Thiersch (Göttinger Archäologe), Georg Thilenius (Hamburger Völkerkundler), Arthur Thost (Hamburger HNO-Mediziner), William Threlfall (britischer Mathematiker in Dresden), Friedrich Tobler (Dresdner Botaniker), Maximilian Toepler (Dresdner Physiker), Rudolf Tomaschek (Marburger Anhänger der Deutschen Physik), Reinhold Trautmann (Leipziger Slawist), Erich Trefftz (Dresdner Mathematiker), Emil Treptow (Freiberger Bergingenieur), Karl Tripp (Marburger Biologe), Walter Ehrenreich Tröger (Dresdner Mineraloge), Carl von Tyszka (Hamburger Finanzwissenschaftler), Hans Ueberschaar (Leipziger Japanologe), Jakob Johann von Uexküll (Hamburger Umweltforscher), Walther Uffenorde (Marburger HNO-Mediziner), Wolfgang Heinz Uhlitzsch (Freiberg), Egon Ullrich (Marburger Mathematiker), Hermann Ullrich (Leipziger Botaniker), Adalbert von Unruh (Göttinger Jurist)

#### V
Siegfried Valentiner (Clausthaler Physiker und Rektor), Max Versé (Marburger Mediziner und Rektor), Wilhelm Vershofen (Ökonom und Lehrer Ludwig Erhards), Wilhelm Ernst Vetter (1883- ; Dresdner Religionspädagoge), Ernst Vetterlein (hannoverscher Architekt), Hermann Vogel (Göttingen), Paul Vogel (1877–1960; Leipziger Pädagoge), Richard Vogel (Pädagoge) (Dresden), Rudolf Vogel (Göttingen), Sebastian Vogl (Passauer Wissenschaftshistoriker), Eckhardt Vogt (Marburger Physiker), Walter Voigtländer (Dresdner Pädagoge), Hans Volkelt (Leipziger Psychologe und Pädagoge), Wilhelm Volz (Leipziger Geograf), Karl Vormfelde (Bonner Landtechnik-Agrarwissenschaftler), Friedrich Voß (Göttingen), Otto Voss (Hamburger Neurochirurg)

#### W
Friedrich Wachtsmuth (Marburger Kunsthistoriker, 1945 entlassen), Kurt Wagner (Marburg), Friedrich August Wahl (Marburger Gynäkologe), Gustav Wahl (Hamburger Bibliotheksdirektor), Bernhard Walde (Dillinger Alttestamentler), Michael Waldmann (Regensburger Moraltheologe), Andreas Walther (Hamburg), Paul Erich Wandhoff (Freiberger Geodät), Otto Wawrziniok (Dresdner Metallurg), Anton Weber (Dillingen), Constantin Weber (Dresdner Mechaniker), Ewald Weber (Leipziger Veterinär), Hermann Weber (TH Danzig), Werner Weber (Göttingen), Edgar Wedekind (Hannoversch Münder Chemiker), Rudolf Wedekind (Marburg), Emil Wehrle (Marburger Jurist), Ludwig Weickmann (Leipziger Geophysiker), Walther Weigelt (Freiberger Bergrechtler), Walter Weigmann (Leipziger Ökonom), Karl Friedrich Weimann (Leipziger Historiker), Paul Weinrowsky (Kieler Physikdidaktiker), Franz Heinrich Weißbach (Leipziger Orientalist), Friedrich Weller (Leipziger Indologe), Hermann Wendorf (Leipziger Historiker), Ferdinand von Werden (Eichstätter Kunsthistoriker), Paul Werkmeister (Dresdner Vermessungsingenieur), Otto Westphal (Hamburg), Wilhelm Weygandt (Hamburger Psychiater), Georg Wiarda (Dresdner Mathematiker), Paul Wichmann (Hamburger Dermatologe), Walter Wickop (hannoverscher Architekt), Eilhard Wiedemann (Eberswalde), Kurt Wiedenfeld (Leipziger Nationalökonom), Gebhardt Wiedmann (Dresdner Physiker), Heinrich Wienhaus (Göttinger Chemiker), Friedrich Adolf Willers (Freiberger Mathematiker), Hans Winkler (Hamburg), Hugo Wippler (Leipziger Kunstpädagoge), Wilhelm Wirth (Leipziger Philosoph und Psychologe), Hans Adolf Wislicenus (Dresdner Forstwirt), Karl Wittmaack (Hamburger HNO-Mediziner), Michael Wittmann (Eichstätt), Georg Wobbermin (Göttinger Theologe), Gerhard Wörner (Leipziger Jurist und Rektor der Handelshochschule), Georg Wohlmuth (Eichstätter Philosoph), Walther Wolf (Leipziger Ägyptologe), Ludwig Wolff (Göttingen), Max Wolff (Eberswalder Zoologe), Richard Woltereck (Leipziger Zoologe), Ferdinand Wrede (Marburger Linguist), Heinz-Georg Wünscher (Leipziger Student der Tiermedizin), Feodor Wünschmann (Steuerrechtler an der Handelshochschule Leipzig), Heinz Wulf (Hamburger Mediziner, 1908–1957), Wunniger, Franz Wutz (Eichstätter Theologe), Johann Wysogorski (Hamburger Geologe)

#### Z
Eduard Zarncke (Leipziger Altphilologe), Rudolph Zaunick (Dresdner Bibliothekar), Oskar Zdralek (Dresdner Maschinenbauer), Egmont Zechlin (Marburger Historiker), Paul Zenetti (Dillinger Geologe), Peter Zepp (Bonner Geograph), Erich Ziebarth (Hamburger Althistoriker), Hans-Willi Ziegler (Rostocker Psychologe), Ludwig Zimmermann (Marburger Historiker, später Erlangen), Waldemar Zimmermann (Hamburger Volkswirt), Friedrich Zoepfl (Dillinger Kirchenhistoriker), Ernst Zyhlarz (Hamburger Afrikanist)

## Verweigerer
Obwohl im Nachgang zur Kundgebung im Winter 1933/34 von fast allen Professoren Unterschriften unter den „Ruf“ reichsweit eingefordert wurden, fehlen eine ganze Reihe von Universitäten, so Bonn, Köln, Frankfurt, Freiburg, München und Münster. Es ist bisher nur eine Fakultät bekannt, die die Unterschriften unter den „Ruf“ im Ganzen verweigerte, die der evangelischen Theologie in Marburg. Der Dekan der Fakultät, Hans von Soden, schrieb dem Rektor in vorsichtiger Sprache, man sei nicht gegen den neuen Staat, wohl aber gegen diese Erklärung. Formal wendete er ein, dass der „Ruf“ zu dieser Zeit als Teil einer größeren Denkschrift propagiert wurde, deren künftiger Kontext nicht auszumachen sei. Er schrieb, das Bekenntnis sei in seinen Aussagen so selbstverständlich, dass es dafür eigentlich keiner Unterschriften bedürfe, also stecke wohl mehr dahinter. Im Ausland würde der Ruf gerade nicht die erwünschte Wirkung erzielen, wie die Fakultät von Kontakten im Ausland wisse. Die Volksabstimmung am 12. November 1933 zum Austritt aus dem Völkerbund wurde befürwortet. Die Theologen wendeten sich vor allem gegen die Formulierung des „Rufs“, dass zum ersten Mal seit Fichtes Zeiten die Repräsentanten des deutschen Geisteslebens als Garanten des nationalsozialistischen Staates mit einem politischen Bekenntnis vor die Öffentlichkeit der Welt treten. Der Satz würde im Ausland von allen Kundigen als falsch abgetan werden. Ferner wollten die Theologen nicht, dass (namentlich genannte) NS-Organisationen bestimmen, wer unterschreiben darf und wer nicht, denn in verschiedenen Begleitschreiben zur Unterschriften- und Geldsammlung waren „jüdische“ und andere, jeweils verschieden und subtil umschriebene Nicht-Nazis von der Unterschrift ausgeschlossen worden. Die Theologen stellten dem ihre berufliche Solidarität unter Fakultätskollegen entgegen.
Der Romanist Victor Klemperer (Dresden), der jüdischer Herkunft war, stimmte bei der Volksabstimmung zweimal mit Nein, seine Frau gab leere Zettel ab. In seinem Tagebuch notierte Klemperer: „Das war beinahe eine tapfere Tat, denn alle Welt rechnete mit dem Bruch des Wahlgeheimnisses.“ Auch Otto Hahn verweigerte die Unterschrift.